# Chris Cornell
Vous lisez un « article de qualité » labellisé en 2024.
Pour les articles homonymes, voir Boyle et Cornell.
Christopher Cornell, dit Chris Cornell, né Christopher Boyle le 20 juillet 1964 à Seattle dans l’État de Washington, et mort le 18 mai 2017 à Détroit dans le Michigan, est un auteur-compositeur-interprète américain.
Chanteur et guitariste rythmique des groupes Soundgarden et Audioslave, il mène également une carrière solo et contribue à des bandes originales de films. Chris Cornell est également le fondateur et meneur du groupe Temple of the Dog, créé en hommage à son ami Andrew Wood, chanteur du groupe Mother Love Bone, décédé d'une overdose.
Chris Cornell est l'une des personnalités importantes de la musique grunge émanant de Seattle dans les années 1990. Il est reconnu pour ses qualités discographiques en tant qu'auteur-compositeur et pour ses qualités vocales. Il possède une voix puissante de quatre octaves qui est considérée comme l'une des plus grandes voix de sa génération. En solo, il sort quatre albums studio Euphoria Morning (1999), Carry On (2007), Scream (2009) et Higher Truth (2015), un album live Songbook (2011) et une compilation The Roads We Choose (2007). Il co-écrit et interprète la chanson You Know My Name, pour la bande originale du film de la série des James Bond Casino Royale (2006).
Chris Cornell a vendu plus de 14,8 millions d'albums et 8,8 millions de titres numériques. Il a été dix-huit fois nommé aux Grammy Awards et en a remporté trois. Il a été élu « Meilleur chanteur de rock » par les lecteurs du magazine Guitar World, classé no 4 des 100 meilleurs chanteurs de heavy metal par Hit Parader, no 9 sur la liste du « Meilleur chanteur de tous les temps » par le magazine Rolling Stone et no 12 des 22 plus grandes voix par MTV.
Chris Cornell se suicide dans la nuit du 17 au 18 mai 2017 à l'âge de 52 ans, à Détroit dans sa chambre d'hôtel, après avoir donné un concert au Fox Theatre avec Soundgarden.

## Biographie

### Jeunesse et formation
Chris Cornell naît et grandit à Seattle. Il est le fils d'Edward Boyle, un pharmacien catholique d'origine irlandaise et de Karen Cornell, une comptable juive. Il a deux frères aînés, Peter et Patrick, ainsi que trois sœurs, Katy, Suzy et Maggie. Chris et ses frères et sœurs choisissent de porter le nom de jeune fille de leur mère après le divorce de leurs parents. Il est scolarisé dans l'école catholique Christ the King. Pendant son année de sixième, il participe à un concert où il chante pour la première fois en public une chanson anti-guerre des années 1960 : One Tin Soldier. L'année suivante alors que lui et sa sœur sont sur le point d'être renvoyés, leur mère les retire de l'école car en classe leurs questions sur la religion posent problème. Cornell prend alors ses distances avec cette religion et déclarera en 2008 : « Je ne suis aucune [religion] en particulier. En fin de compte, je pense que je suis une sorte de libre penseur et [à l'esprit] ouvert »,. Il se définit comme un enfant difficile, indépendant, rebelle, échappant à la surveillance de ses parents, rêvant de devenir footballeur professionnel et souffrant de dépression depuis l'âge de 11 ans. « Je disparaissais dans la nature de bon matin sans prévenir pour nager dans les lacs du coin, escalader les murs, saccager des choses diverses ».

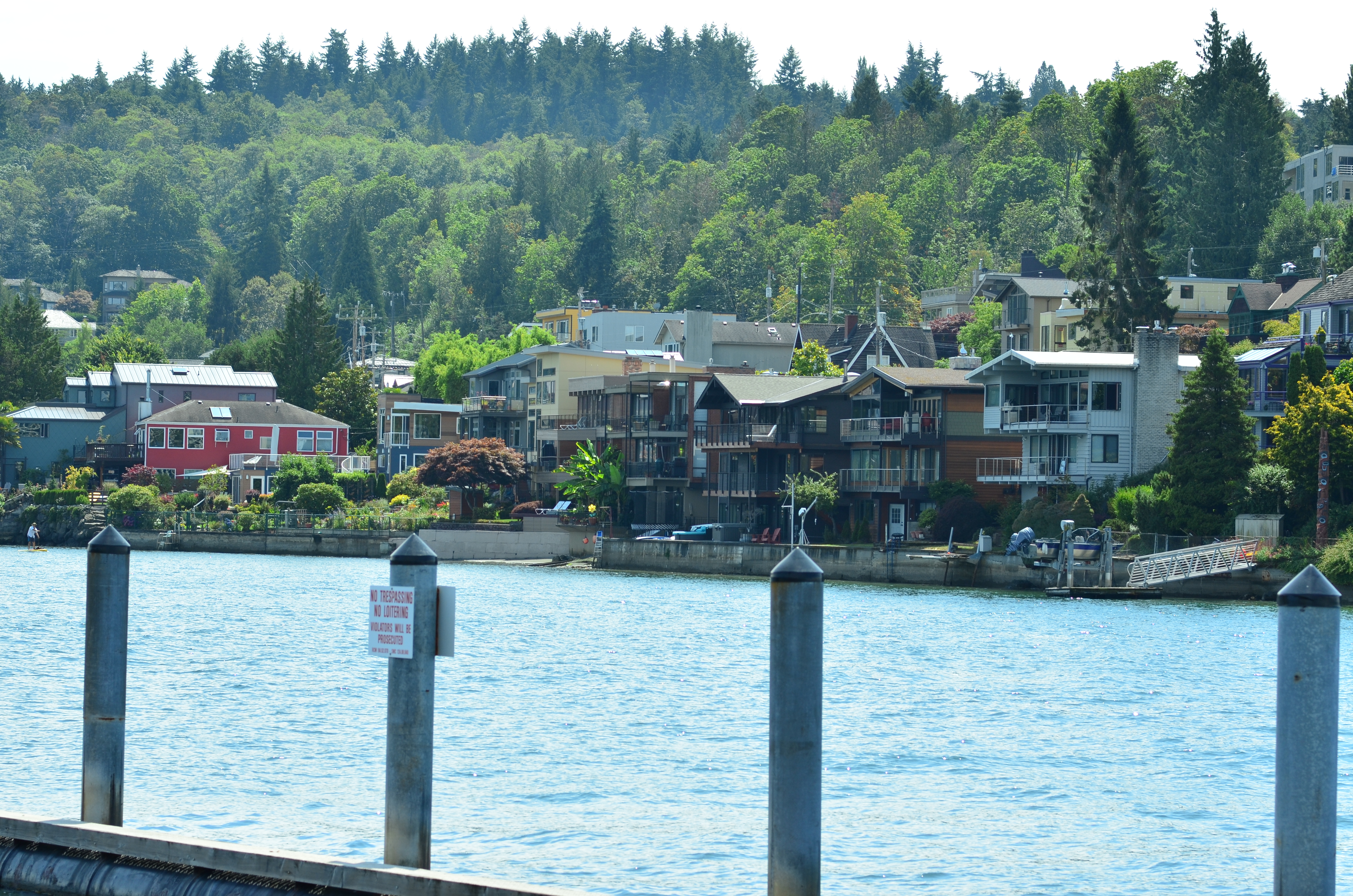
Vue de la baie depuis le restaurant Ray's Boathouse près de Seattle.

À l'âge de 6-7 ans, Cornell découvre Hey Jude des Beatles. « J'ai ressenti quelque chose de complètement nouveau. Une sorte d'euphorie étrange »,. Il trouve dans le sous-sol inondé d'un voisin quinze disques du groupe et les écoute pendant plus d'un an. « Il n'y a pas eu de moment décisif où j'ai pensé Wow, je veux faire ça. Ce n'était pas ça du tout. [Cette chanson] me faisait juste du bien… Les Beatles furent mon premier amour »,. Sa scolarité est chaotique car il s'ennuie en classe et est souvent absent. Il fréquente plusieurs établissements dont la Shorewood High School dans la ville de Shoreline qu'il quitte en quatrième à l'âge de 15 ans, reprochant à l'école d'uniformiser les élèves et de ne pas y trouver sa place. Cornell grandit dans un quartier difficile où circule la drogue et dès l'âge de 13 ans devient consommateur. C'est à cette période que ses parents divorcent, eux-mêmes victimes de troubles liés à l'alcool. « Ce fut le moment le plus difficile de ma vie. Je suis passé d'une consommation quotidienne de drogues à 13 ans à une mauvaise expérience de la drogue et à son arrêt à l'âge de 14 ans, puis je n'ai plus eu d'amis jusqu'à 16 ans. Il y a eu deux années où j'étais plus ou moins agoraphobe, je n'avais aucun contact avec personne, je ne parlais à personne, je n'avais pas d'amis du tout. Tous les amis que j'avais étaient encore dans cette foutue drogue et étaient des gens avec qui je n'avais vraiment rien en commun »,.
Enfant, Cornell prend des leçons de piano. Avec les Beatles, ses goûts musicaux se tournent vers Lynyrd Skynyrd, Alice Cooper, Yes, Rush, Led Zeppelin, Black Sabbath, Rolling Stones et Elvis Costello. À 15 ans, sa mère lui offre une caisse claire car depuis son enfance il frappe sur des objets. « Elle a dû comprendre qu'au moins je m'intéressais à autre chose que la drogue ou le crime »,.

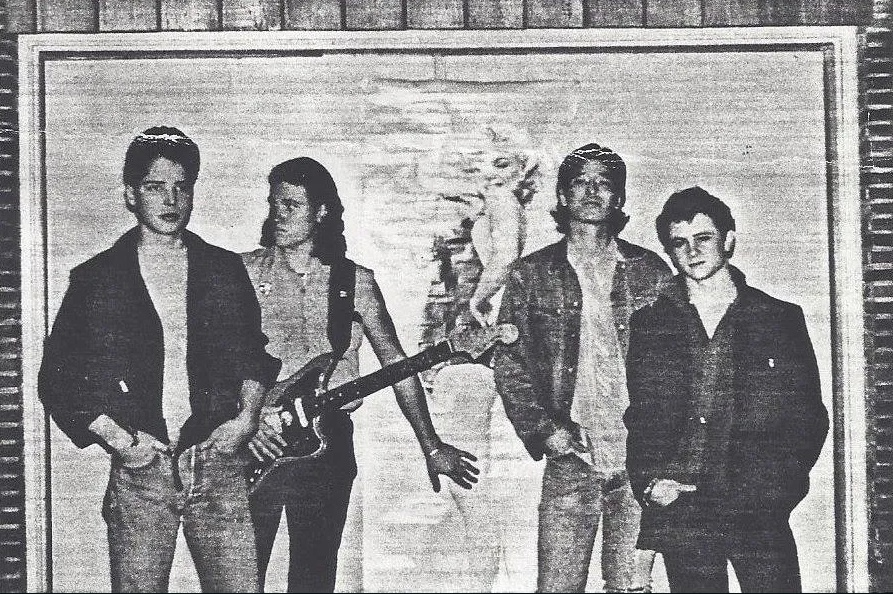
Groupe The Shemps en 1983 avec de gauche à droite Chris Cornell, Hiro Yamamoto et Matt Dentino.

À 16 ans, il commence à envisager sérieusement la musique. Il prend des cours de batterie et crée son premier groupe dans son garage, The Jones Street Band, du nom de sa rue The Jones Street jouant des titres de AC/DC, The Ramones, Sex Pistols, Rush. Cornell travaille comme grossiste en fruits de mer, plongeur et comme sous-chef dans le restaurant Ray's Boathouse.
De 17 ans à 21 ans, Chris Cornell joue dans différents groupes. Sa carrière de musicien stagnant, il réalise qu'il ne pourra peut-être pas en faire son métier,. En 1982, il joue de la batterie dans le groupe Face to Face. Puis il passe plusieurs auditions et intègre en tant que chanteur et batteur le groupe The Shemps en 1983 où il rencontre le bassiste Hiro Yamamoto, le guitariste Kim Thayil et le chanteur Matt Dentino. Leur répertoire est composé de titres de The Doors, Jimi Hendrix, Otis Redding et Buddy Holly. Une seule chanson originale est signée Dentino : Marilyn Monroe. Le groupe se sépare après quelques concerts. Cornell reste en contact avec Hiro Yamamoto qui devient son colocataire. Après plusieurs jams avec Hiro et Kim Thayil, ils composent une quinzaine de titres et décident de créer un groupe : Soundgarden.
De leurs côtés son frère Peter et ses sœurs Katy et Suzy Cornell ont formé le groupe Inflatable Soule, qui connut un succès modéré à Seattle durant les années 1990. Quant à Peter Cornell, il a continué une carrière de musicien.

### Carrière

#### Soundgarden (1984-1997)

##### Soundgarden: les débuts (1984-1989)
En 1984, Chris Cornell forme le groupe Soundgarden avec Kim Thayil et Hiro Yamamoto. À l'origine, Cornell est à la batterie et au chant, puis le groupe engage le batteur Scott Sundquist, afin que Cornell puisse se concentrer sur le chant. Sa voix de baryton de quatre octaves pouvant atteindre celle d'un ténor sera jugée comme l'une des plus grandes voix de sa génération,,. Après un trimestre, Sundquist est remplacé par Matt Cameron, ancien batteur de Skin Yard et qui deviendra aussi le batteur de Pearl Jam.

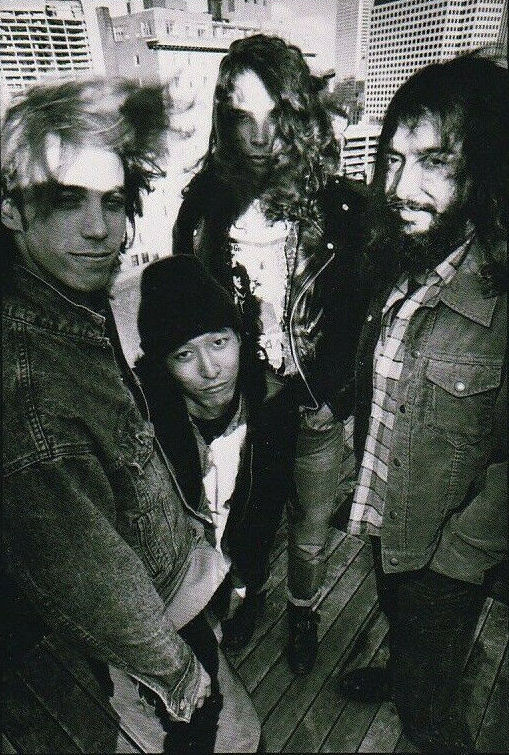
Soundgarden en séance photo promotionnelle en 1987 avec de gauche à droite Matt Cameron, Hiro Yamamoto, Chris Cornell et Kim Thayil.

En 1987, le groupe signe chez Sub Pop, sortant les EPs Screaming Life et Fopp en 1988 (une combinaison des deux donne naissance à Screaming Life/Fopp en 1990). Bien que le groupe ait été courtisé par des majors, ils signent en 1988 chez le label indépendant SST Records pour enregistrer leur premier album, Ultramega OK en 1988. Finalement, le groupe est déçu par la production de Drew Canulette et même s'ils aiment les chansons l'album ne sonne pas comme ils l'auraient souhaité. Chris Cornell commence à composer à la guitare à cette période sans savoir en jouer. « Je n'avais aucune idée de comment jouer de la guitare, donc j'improvisais au fur et à mesure et j'écrivais une chanson. Cela a fini par faire partie de notre son, ces chansons basées sur des compositions de guitare d'une personne complètement dilettante »,. Soundgarden devient l'un des groupes qui vend le plus d'albums sur un label indépendant post-punk (220 000 exemplaires) tout en ayant un son particulier. « Nous avons réalisé que ce que nous faisions était spécial, différent de tout le monde, c'était notre combinaison d'influences qui incluait un côté hard rock assez agressif »,.
En 1990 le groupe est nommé aux Grammy Awards dans la catégorie Meilleure performance metal aux côtés de Metallica et Faith No More. En 2017, l'album est réédité et mixé par Jack Endino qui avait réalisé les premières démos qui avaient plu au groupe.
En 1989, un 2e album Louder Than Love sort chez la major A&M Records qui voit le groupe « prendre une direction vers un metal plus populaire » selon Steve Huey d'AllMusic. À cause des paroles de certaines chansons, en particulier Hands All Over et Big Dumb Sex, le groupe fait face à des problèmes pour faire distribuer l'album. Hiro Yamamoto quitte le groupe avant la tournée.

##### Temple of the Dog,BadmotorfingeretSeasons(1990-1992)
Le 19 mars 1990, Andrew Wood, chanteur du groupe grunge Mother Love Bone et ami de Chris Cornell, meurt d'une overdose. Très affecté, ce dernier compose deux titres pour lui rendre hommage : Reach Down et Say Hello 2 Heaven.« Je ne me souviens pas de l'enregistrement des démos, mais je me souviens des idées et de l’écriture des paroles parce qu’elles étaient vraiment différentes et impliquaient une personne réelle. Ce n’était pas quelque chose que je faisais d'habitude. J'écrivais d'habitude un personnage qui faisait partie de moi et qui avait une part de fiction. Mais ces paroles reflétaient spécifiquement Andy et mes sentiments envers lui »,. Il enregistre les deux titres avec deux musiciens de Mother Love Bone, Stone Gossard et Jeff Ament pour les sortir en single mais d'autres chansons naissent et le projet devient un album, Temple of the Dog qui sort le 16 avril 1991. Sont également présents sur cet album de 10 chansons, le batteur Matt Cameron et le guitariste Mike McCready. Alors que les anciens membres de Mother Love Bone fondent un nouveau groupe, Mookie Blaylock qui deviendra ensuite Pearl Jam, ils engagent le chanteur Eddie Vedder. Ce dernier chante en duo avec Chris Cornell le titre Hunger Strike. À sa sortie, l'album connait un succès confidentiel mais est soutenu par la presse locale qui apprécie son style blues rock,.

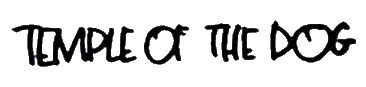
Logo du groupe Temple of the Dog.

Le bassiste Ben Shepherd rejoint Soundgarden et le 8 octobre 1991 sort le 3e album Badmotorfinger dans un nouveau style musical d'après Rolling Stone. L'album est l'un des 100 albums les mieux vendus en 1992. Avec ce double disque de platine et 2 nominations aux Grammy Awards, Soundgarden devient l'un des groupes les plus populaires de la scène grunge de Seattle aux côtés de Nirvana, Alice in Chains et Pearl Jam. Ils partent en tournée nord-américaine et font la première partie du Use Your Illusion Tour des Guns N' Roses en Europe. L'un des singles, Rusty Cage, est repris par Johnny Cash en 1996 sur son album Unchained. C'est le premier hommage que Cornell reçoit en tant que parolier,.
En 1992, le groupe participe au film Singles de Cameron Crowe, une comédie romantique tournée à Seattle avec Bridget Fonda et Matt Dillon dans le rôle d'un rockeur. Les membres des groupes Pearl Jam et Alice in Chains apparaissent également à l'écran et participent aussi à la bande originale du film qui se vend à 2 millions d'exemplaires. Soundgarden compose et interprète Birth ritual et Cornell propose au réalisateur le titre préexistant Seasons,,. Ce titre surprend car c'est la première fois que Cornell chante accompagné seulement d'une guitare acoustique. Dans Rolling Stone en 2015, il déclare qu'au début de Soundgarden il composait pour s'amuser des chansons acoustiques et que le succès de Seasons lui a donné envie de faire un jour un album composé uniquement dans ce style (ce qu'il fera en 2011 avec l'album Songbook). Passionné de cinéma, c'est la première fois que l'artiste participe à la bande originale d'un film et écrira une dizaine d'autres chansons par la suite,. En tant qu'acteur il est pressenti pour jouer le rôle de Cliff Poncier interprété finalement par Matt Dillon puis décline un rôle secondaire dans Usual Suspects de Bryan Singer en 1995. Le titre Seasons fait partie des chansons fictives du chanteur Cliff Poncier. Le guitariste de Pearl Jam, Jeff Ament trouve les titres des chansons et Cornell décide de les écrire. Il enregistre 4 autres titres : Nowhere but you, Spoon Man, Flutter girl et Missing. « J'ai senti que les titres étaient brillants. Ils m'ont inspiré. Je n'aurais jamais écrit cette chanson [Spoonman] ou les quatre autres titres qui faisaient partie de ça s'ils n'étaient pas convaincants »,. À cette période que Cornell estime comme la plus agressive de Soundgarden, il écoute de la musique plus acoustique, notamment celle de Nick Drake et son album guitare-voix Pink Moon de 1972 mais aussi le folk lo-fi de Daniel Johnston avec l'album Songs of Pain (1981) et Nebraska de Bruce Springsteen (1982),. C'est sous cette influence qu'il écrit le titre Seasons, diffusé en radio. « J'ai enregistré Seasons dans un placard en 1990, j'ai toujours le microphone que j'utilisais, c'était juste deux pistes de guitare acoustique et deux pistes vocales, parce que tout ce que j'avais était un quatre pistes et c'était la seule façon dont ça se passait pour bien sonner »,. Les titres sont enregistrés sur une cassette appelée EP Poncier qui est commercialisée à 5 000 exemplaires. Spoon Man qui n'est qu'une démo sera enregistré sur l'album Superunknown de Soundgarden en 1994 et Flutter girl figurera sur le premier album solo de Cornell, Euphoria Morning, en 1999. En 2017, lors de la réédition de la bande originale du film, ces 5 titres paraîtront ainsi que 2 autres inédits de Cornell : Ferry Boat et Score Piece.
À l'été 1992, grâce aux succès des albums Badmotorfinger et Ten de Pearl Jam, l'album Temple of the Dog ressort et le clip du single Hunger Strike est diffusé sur MTV. L'album du groupe Temple of the Dog se vend à 1 million d'exemplaires et se classe à la 5e place du Billboard 200,. Chris Cornell et Eddie Vedder chanteront souvent cette chanson sur scène en duo jusqu'en 2014. Elle atteint la 4e place au Billboard et évoque la crise existentielle que vivait Soundgarden à cette époque, craignant de devenir un groupe commercial. « Hunger Strike est une déclaration selon laquelle je reste fidèle à ce que je fais, peu importe ce qui en résulte, mais je ne changerai jamais pour la réussite ou pour l'argent »,. Chris Cornell partage également le duo avec Chester Bennington, chanteur du groupe Linkin Park lors de leur tournée commune en 2008.
À cette période, Chris Cornell connaît une crise d'identité. Très inspiré par Iggy Pop, il devient sur scène la figure du jeune homme en colère : torse nu, agressif, courant, grimpant, se jetant dans la foule, hurlant et cassant des guitares. Il prend conscience que d'autres groupes adoptent son comportement et décide de changer. « Je me souviens un jour être allé dans mon placard et avoir vu que tous mes vêtements ressemblaient à ce que tous les membres d'Alice in Chains portaient. Alors je me suis rasé la tête, j'ai changé mon style vestimentaire et, à partir de ce moment-là, en 1992, je me suis plongé dans un personnage différent et j'ai essayé de trouver différents aspects de ma personnalité à travers la musique plus que tout. Et j'ai en quelque sorte abandonné cette ancienne personnalité, quelle qu'elle soit ». Le chanteur trouvait qu'« il y avait toujours un autre côté en [lui], intellectuellement, qui voulait autre chose »,.

##### Soundgarden: succès mondial (1994-1997)

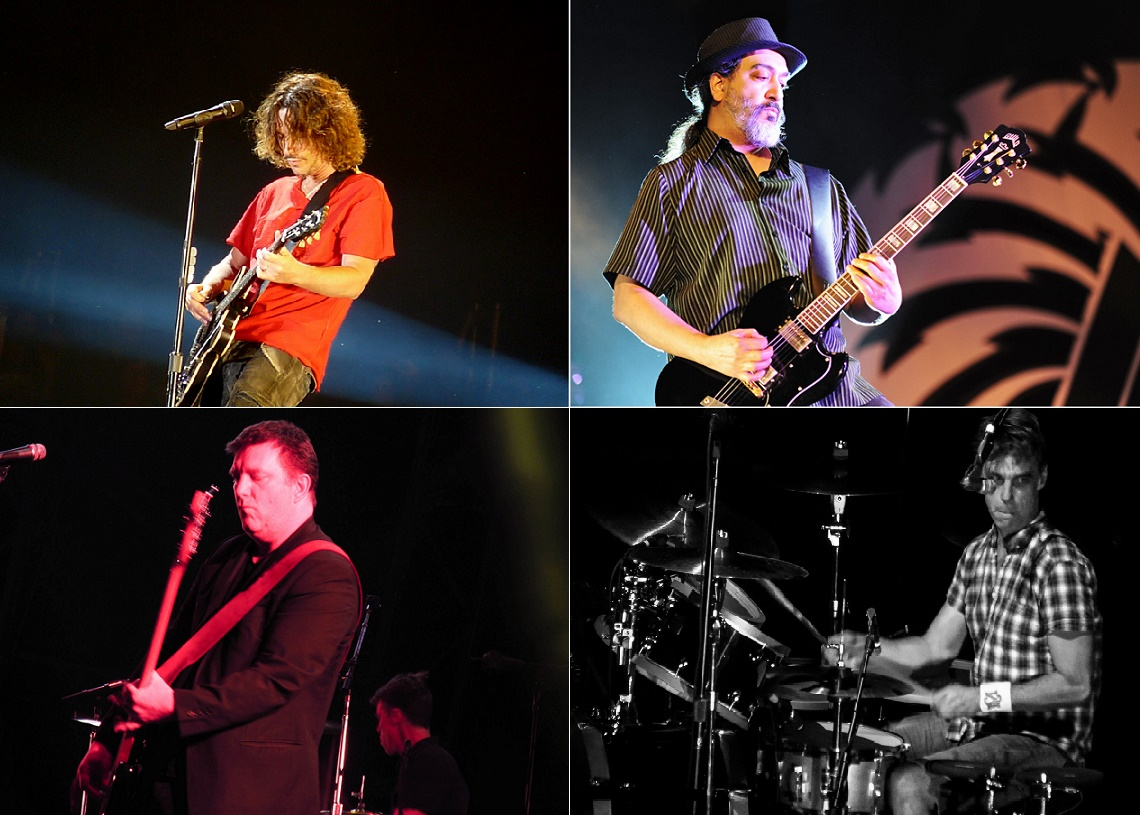
Membres du groupe Soundgarden.

En 1994, Soundgarden connaît un succès mondial avec son 4e album Superunknown, un des plus gros succès critique et commercial de l'année. Cet album qui explore de nouveaux styles musicaux se vend à 9 millions d'exemplaires dans le monde, entre à la première place du Billboard 200 et remporte deux Grammy Awards, dont un pour la chanson phare Black Hole Sun, qui devient l'un des plus grands tubes rock des années 1990 et le titre emblématique du groupe vendu à 3 millions d'exemplaires,. Pour les textes, très sombres, évoquant pour la plupart l'abus de substances, la dépression, le suicide, Cornell s'est inspiré de la poétesse Sylvia Plath. En janvier commence une tournée mondiale qui débute par le Japon, l'Australie et la Nouvelle Zélande où ils n'étaient jamais allés, mais à la fin de l'année 1994 des médecins diagnostiquent chez Cornell une inflammation des cordes vocales. Soundgarden annule plusieurs concerts pour ne pas causer de dommages permanents à son chanteur. Cornell écrit trois titres pour Ozzy Osbourne, le chanteur de Black Sabbath, qui les refuse. Il les propose à Alice Cooper qui choisit Stolen Prayer et Unholy Wa pour son album The Last Temptation et sur lesquels Cornell pose sa voix. Le titre Heartfist reste à l'état de démo non commercialisée sur laquelle Cornell joue de tous les instruments.
Le 5e album de Soundgarden, Down on the Upside sort en 1996 et se vend à 2,3 millions d'exemplaires. Le groupe choisit de produire l'album mais dès son écriture des tensions apparaissent au sujet de son orientation musicale, Cornell souhaitant — contrairement à Thayil — s'éloigner des riffs de guitare qui étaient jusqu'alors la marque du groupe. Ils utilisent pour la première fois des instruments acoustiques comme un piano, une mandoline. Malgré une bonne réception de la presse, Soundgarden annonce sa dissolution le 9 avril 1997 après une tournée mondiale artistiquement chaotique. Avec cette séparation s'éteint le mouvement grunge : le suicide de Kurt Cobain a entraîné la dissolution de Nirvana, Pearl Jam boycotte la presse lors de la sortie de ses albums et rencontre des tensions au sein du groupe, le chanteur d'Alice in Chains, Layne Staley, souffre d'addiction aux drogues.

#### Carrière solo et Audioslave (1998-2011)

##### Euphoria Morning(1999)
À la suite de la séparation de Soundgarden, Chris Cornell commence une carrière en solo. Le premier titre qu'il édite est la ballade pop Sunshower qu'il écrit pour le film De grandes espérances (1998) d'Alfonso Cuarón avec Ethan Hawke et Gwyneth Paltrow adapté du roman de Charles Dickens. La chanson figurera sur le premier album solo du chanteur uniquement dans la version japonaise,,.

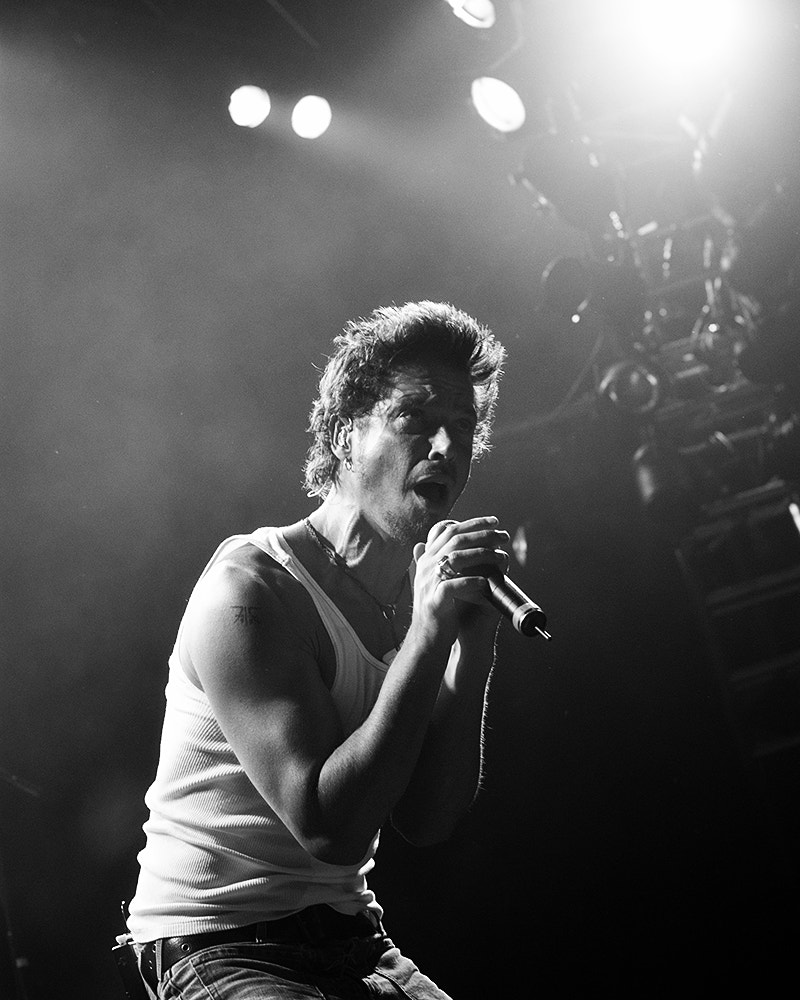
Chris Cornell en concert avec le groupe Audioslave en 2003.

Sur son processus d'écriture en solo, Cornell déclare en 2015 : « Les premières chansons que j'ai écrites et qui n'étaient pas destinées à Soundgarden, c'était vraiment juste pour m'amuser. C'est devenu mon passe-temps, m'asseoir dans ma chambre ou dans mon salon, écouter des chansons à quatre pistes sur une cassette et m'amuser avec. J’aimais faire ça et c’était enthousiasmant. Ma seule intention lorsque j'ai enregistré mon premier album solo était de faire quelque chose qui ne serait pas une chanson de Soundgarden. (A) Parce que j'avais tellement écrit dans ce contexte, et (B) parce que j'avais une telle estime pour le groupe que je ne voulais pas le corrompre en faisant une version légèrement plus commerciale de la même chose […] »,. Cornell débute donc l'écriture seul puis s'entoure de Natasha Schneider et Alain Johannes du groupe Eleven qui a souvent fait la première partie de Soundgarden,. Les trois artistes sont rejoints par Josh Freese à la batterie, Alan Jones (rythme) et Alexis Lemoine (lead) aux guitares. Coproduit par le chanteur et les membres d'Eleven, l'album Euphoria Morning sort en septembre 1999.
L'album qui a pour thèmes « la solitude, le départ, la séparation et le désir désespéré de vraies relations humaines », est en général bien accueilli par la presse. Pour le Los Angeles Times, Cornell délaisse le métal de Soundgarden pour une musique folk-rock psychédélique. Pour New Musical Express, Euphoria Morning « est aussi prévisible et fastidieux que possible »,. Rolling Stone et Allmusic sont plus enthousiastes. Pour Greg Tate, en mêlant le blues, le R&B, le funk et le rock progressif, l'album influencé par The Beatles permet à la voix de Cornell de révéler la vulnérabilité et l'émotion de sa voix, faisant de lui un soulman. « Personne ne joue la lamentation et la mélancolie avec plus de fureur que Cornell. […]. Cornell dévoile son désir d’être considéré comme un spécialiste des rock ballads qui assume ses nerfs à vif » (Rolling Stone). Pour Stephen Thomas Erlewine l'album rock ombré, texturé et organique assoit définitivement Cornell en tant qu'auteur-compositeur et musicien. « C'est un album mature sans être trop sombre. On pourrait dire que cela semble un peu trop mature et peut-être un peu introspectif, mais cela ne fait que souligner le véritable savoir-faire derrière Euphoria Morning. Cornell savait exactement où il voulait aller en tant qu'artiste solo, et il y est parvenu. S'il ne satisfait pas certains fans purs et durs de Soundgarden, c'est dommage, car il gagnera sans aucun doute l'affection d'auditeurs ouverts d'esprit qui ne le considéraient pas auparavant comme un auteur-compositeur ou un musicien sérieux » (Allmusic).
L'album ne connaît pas le succès des disques de platine de Soundgarden, malgré une tournée en Amérique et en Europe où Eleven l'accompagne sur scène mais se classe no 18 au Billboard 200 et s'écoule à près de 500 000 exemplaires. La chanson Can't change me est nommée aux Grammy Awards 2000 dans la catégorie meilleure prestation rock ,. Deux autres titres sont enregistrés en collaboration avec Natasha Schneider et Alain Johannes mais n'apparaissent pas sur l'album : Heart of Honey et Someone to die for (reprise en 2004 dans Spider-Man 2).
L'album ressort en 2015 sous son titre initial Euphoria Mourning que Cornell avait choisi et avait retiré sur les conseils de son manager. Le chanteur explique à Rolling Stone les raisons de ce changement : « C'était un album assez sombre et dépressif et je traversais une période difficile dans ma vie - mon groupe était dissous, mon mariage s'effondrait et je compensais tout ça en buvant beaucoup trop. […] Donc j'ai intitulé l'album Euphoria Mourning, mais juste avant la sortie du disque je faisais des interviews, à la radio par exemple si vous dites Euphoria Mourning, l'auditeur ne sait pas s'il s'agit de mourning (deuil) avec un u ou morning (matin) sans u. Et ça a commencé à me déranger »,. Sur cet album figure la chanson Wave Goodbye dédiée à son ami Jeff Buckley disparu en 1997. La mère de ce dernier, Mary Guibert le sollicite afin de participer à la conception du deuxième album du chanteur Sketches for My Sweetheart the Drunk qui sort en 1998 à titre posthume. En 2011, Chris Cornell se produit seul sur scène en tournée acoustique avec à ses côtés le téléphone rouge de Jeff Buckley donné par sa mère,.

##### AudioslaveetJames Bond(2000-2006)

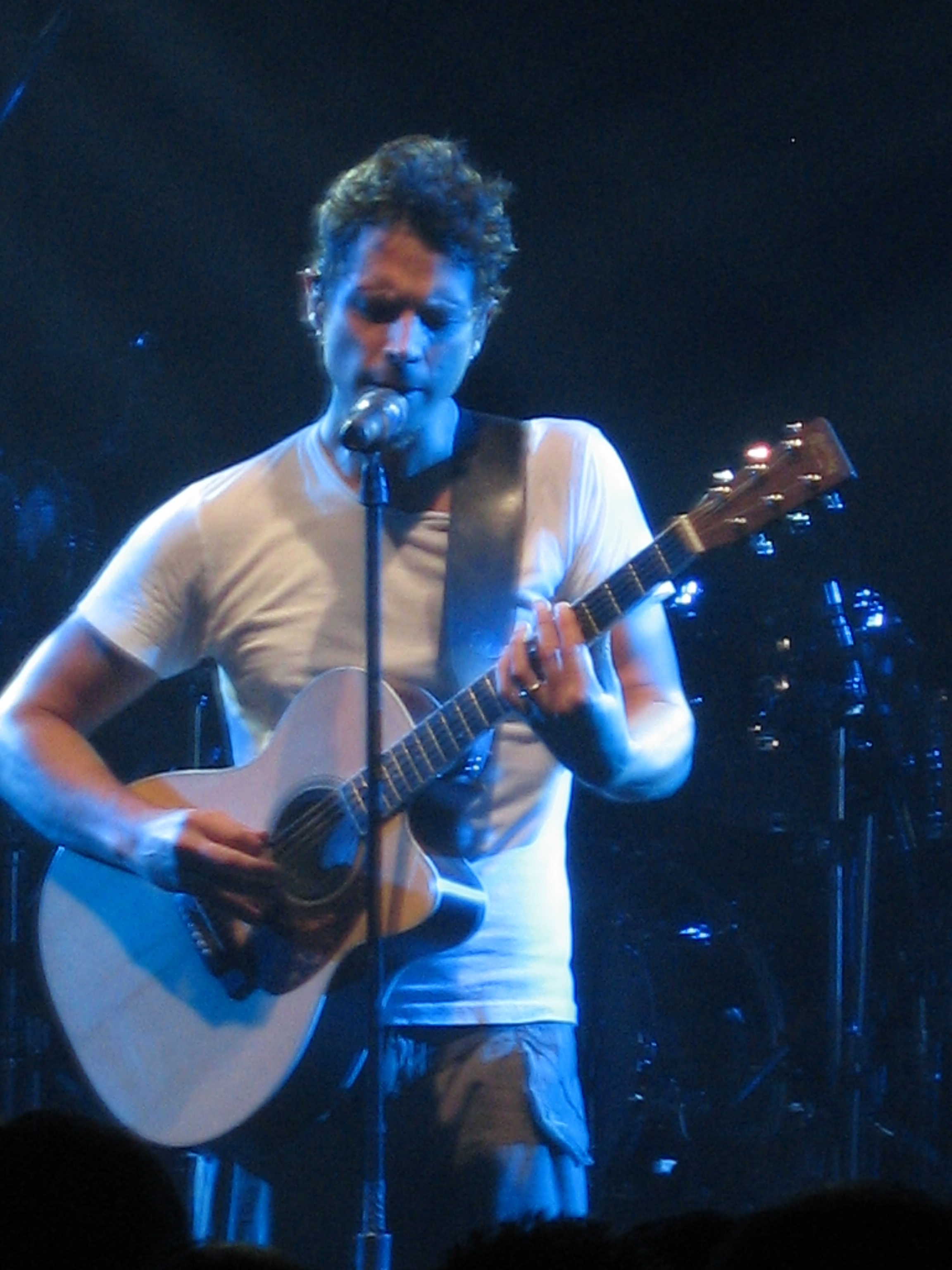
Chris Cornell en concert avec le groupe Audioslave au Montreux Jazz Festival en 2005.

En octobre 2000, le groupe Rage Against the Machine se sépare à la suite du départ du chanteur Zack de la Rocha. Les trois autres membres, Tim Commerford, Tom Morello et Brad Wilk, cherchent un nouveau chanteur pour former un nouveau groupe. Ils contactent Chris Cornell alors qu'il prépare son deuxième album. Cornell, qui estime que Rage Against the Machine est le meilleur groupe qu'il ait vu en concert, accepte la proposition et suspend sa carrière solo. « Pour moi, dans un sens, c'était comme un autre Temple of the Dog. […] Je ne savais même pas que je pourrais avoir une relation comme ça avec d'autres gars [que Soundgarden], et cela m'a fait réaliser que plus tard, à n'importe quel moment de ma carrière, je ne devrais pas dire immédiatement non à une telle opportunité ». Cornell trouve le nom du groupe, Audioslave à la suite d'une vision. Il ne souhaite pas écrire la musique et préfère se concentrer sur les paroles et la mélodie.

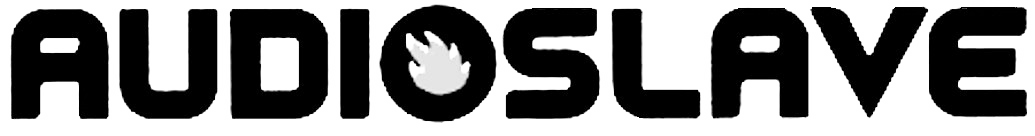
Logo du groupe Audioslave.

En 2002 sort le premier album éponyme Audioslave. Il se classe à la 7e place du Billboard 200 et est le plus grand succès du groupe avec plus de 4 millions d'exemplaires vendus,. L'album reçoit un accueil critique mitigé : un disque « paresseux et prévisible » pour The Village Voice ; « classique et frais […] rappelant le rock des années 70 de Led Zeppelin et de Black Sabbath » pour BBC. Cinq singles en sont extraits dont Like a stone qui sera le titre le mieux classé du groupe (no 31 du Billboard 100). Pendant l'enregistrement de l'album Chris Cornell passe deux mois en cure de désintoxication pour son alcoolisme et sa dépendance aux médicaments qui dure depuis 20 ans. En 2003, le groupe part en tournée mondiale, se produisant notamment au Lollapalooza Festival où leur concert est très remarqué et joue notamment à l'Olympia à Paris,. L'album obtient deux nominations aux Grammy Awards 2004 : Meilleure prestation hard rock pour Like a stone et Meilleur album rock.
En 2005, sort le 2e album Out of Exile. Il se classe no 1 au Billboard 200, le seul album du groupe à atteindre cette place, et se vend à plus d'un million d'exemplaires,. Cet album est mieux accueilli par la presse. Pour Ultimate Classic Rock, le groupe a réussi la fusion de Soundgarden et de Rage Against the Machine et a « trouvé son propre son ». Autour d'un single pop, Be yourself, jugé commercial, les autres titres alternent entre douceur et son plus agressif sur lesquels Cornell estime sa voix plus puissante à la suite de l'arrêt de l'alcool et du tabac, et ses paroles plus apaisées et personnelles grâce à sa nouvelle situation familiale (remarié et père d'un deuxième enfant),,,. Le 6 mai 2005, Audioslave joue un concert gratuit à La Havane à Cuba devant 70 000 personnes, devenant ainsi le premier groupe américain à s'y produire,. S'ensuit une tournée européenne où Audioslave fait une halte au Zénith de Paris. Le titre Doesn't Remind Me est nommé aux Grammy Awards 2006 dans la catégorie Meilleure prestation hard rock.
Le groupe retourne en studio et sort un 3e album en 2006 Revelations. Il entre à la 2e place du Billboard et est certifié disque d'or,. L'album s'inspire pour la première fois du funk, de la soul et du rhythm and blues ; Morello décrit ce nouveau son : « Led Zeppelin qui rencontre Earth, Wind & Fire »,. L'album est accueilli de la même manière que Out of Exile et la majeure partie de la presse spécialisée prône l'intégrité du groupe. Les nouveaux éléments de funk et de soul sont bien accueillis. Stephen Thomas Erlewine d'AllMusic considère notamment l'album comme « plus coloré, varié, et de qualité stable »,. D'autres, cependant, le perçoivent comme « un album rock comme un autre »,, et musicalement identique aux précédents albums du groupe.

Logo du film Casino Royale sorti en 2006.

En 2006, Chris Cornell signe avec David Arnold le titre You Know My Name, chanson du film Casino Royale, le premier James Bond avec Daniel Craig. La production cherche une chanson et un chanteur qui reflètent la nouvelle direction dramatique du film. Cornell étant un fan de Sean Connery et de Paul McCartney (auteur de Live and Let Die), accepte, devenant ainsi le premier chanteur américain à chanter pour un James Bond. Selon son souhait, la chanson ne figure pas sur la bande originale du film mais sera présente sur son prochain album. « J'ai eu beaucoup de chance avec Casino Royale car il était basé sur le premier livre d'Ian Fleming dans lequel le personnage apparaît, où il est encore un être humain et n'a pas développé une sorte d’armure de titane impénétrable, il est amoureux et a des doutes et des crises existentielles. J'ai donc pu écrire une chanson avec des aspects de l'histoire qui étaient intéressants et pas sur un super espion bête qui va botter le cul de tout le monde »,. La chanson est récompensée aux Satellite Award, aux World Soundtrack Awards et est nommée aux Grammy Awards.
En l'absence de tournée pour le 3e album d'Audioslave, Chris Cornell écrit des chansons pour son deuxième album solo. « J'ai passé ce temps à écrire. Il y a quelques chansons que j'avais écrites au cours de la dernière année et demie. Et le reste [du disque solo] l'a été ces derniers mois. Je le fais plus ou moins pour m'amuser - c'est en quelque sorte comme mon hobby. J'ai beaucoup de chansons maintenant, certaines d'entre elles pourraient probablement être des chansons d'Audioslave, mais dans l'ensemble, avec autant de chansons qui sont complètement différentes de tout ce que nous avons fait en tant qu'Audioslave, j'ai décidé qu'il était temps de faire un autre disque »,,. Lors d'une tournée promotionnelle en Europe pour l'album Revelations, Cornell se voit proposer de jouer en Suède un concert acoustique en solo d'une heure dans le cadre d'une promotion radio. Cornell confie : « […] c’était une expérience formidable. […] J’ai eu un peu de mal, parce que je ne l’avais jamais fait auparavant. J’ai joué en acoustique des chansons que je n’avais jamais jouées en acoustique auparavant »,,. Jusqu'alors, Cornell ne s'était jamais produit en acoustique. Lui et Soundgarden ont toujours refusé de participer à l'émission MTV Unplugged soit par manque de temps soit par manque d'envie. « Il existe une poignée de chansons Soundgarden qui fonctionnent en acoustique, mais seulement quelques-unes. Ce n’est pas qui nous étions »,.

##### Carry On,ScreametSongbook(2007-2011)
En février 2007, Chris Cornell déclare quitter Audioslave « à cause de conflits de personnalité insurmontables ainsi que de différends musicaux […]. Je souhaite aux trois autres membres le meilleur dans tous leurs projets futurs »,. « Audioslave a été une expérience formidable. Nous avons réalisé trois excellents albums »,. En mai sort la chanson Disappearing Act qu'il a composée pour le film Bug de William Friedkin avec Ashley Judd et Michael Shannon.

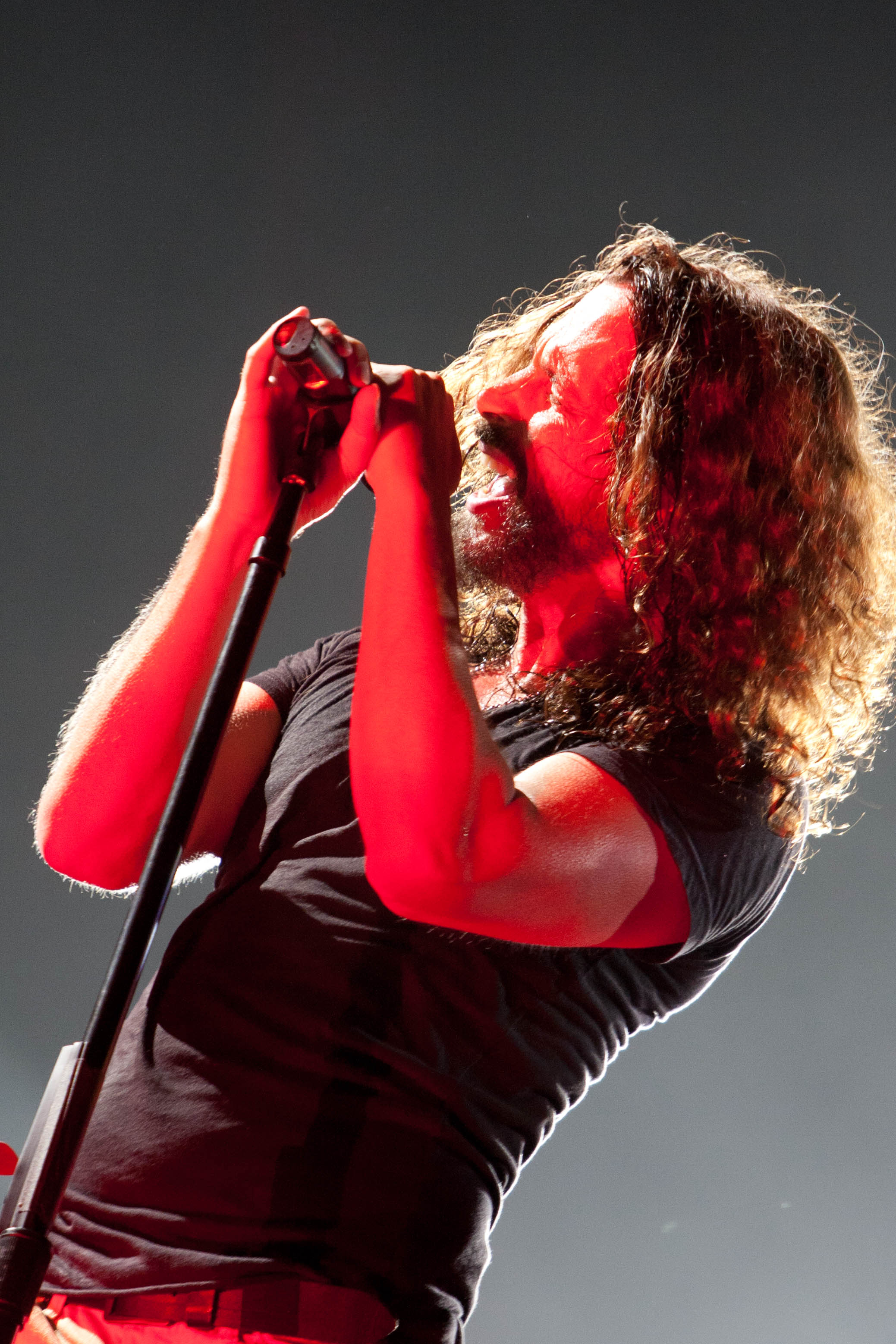
Chris Cornell en concert avec Soundgarden à Ottawa Bluesfest en 2011.

Le 5 juin 2007, paraît son 2e album solo Carry On produit par Steve Lillywhite (U2, Dave Matthews Band, Peter Gabriel) et enregistré entre autres avec les guitaristes Gary Lucas (Jeff Buckley) et Brian Ray (Paul McCartney). L'album se classe à la 17e place du Billboard 200 la semaine de sa sortie et la presse salue la diversité musicale des titres allant du blues, de l'électronique, de la soul, de la folk au rock alternatif ainsi que la diversité vocale du chanteur,. Avec des textes plus apaisés que sur son premier album, le musicien revient à un son plus proche de celui de Soundgarden. « J'ai vraiment dû écrire des chansons plus lourdes, orientées riffs, ce que je n'avais pas fait depuis longtemps. C'était enthousiasmant »,. Y figurent une version rock de la chanson Billie Jean de Michael Jackson et un titre inédit dans les versions anglaises et japonaises, Roads We Choose. Pour l'accompagner dans sa tournée mondiale de 18 mois, il fait passer des auditions afin de trouver des musiciens capables de jouer des morceaux pop de sa carrière solo et des titres plus agressifs composés avec ses groupes. Il recrute les guitaristes Peter Thorn et Yogi Lonich, le bassiste Corey McCormick et le batteur Jason Sutter. Pendant sa tournée, il partage notamment certaines scènes avec Aerosmith et Linkin Park,. Sa première compilation est éditée en 2007, The Roads We Choose – A Retrospective, composée de 17 titres et extraits de ses albums solos et de ceux de Soundgarden, Temple of the Dog et Audioslave.
En 2008, Cornell contacte le producteur de hip-hop Timbaland (Madonna, M. Pokora, Justin Timberlake) afin de remixer certains titres de Carry on. Timbaland, étant un admirateur de son premier album Euphoria Morning, ils décident de travailler ensemble et enregistrent l'album Scream en six mois. L'album est décrié par les fans avant même sa sortie. Il sort en 2009, est composé de quatorze chansons qui ne s'arrêtent pas comme l'album The Dark Side of the Moon de Pink Floyd (1973), entre le hip-hop et la pop, incitant Cornell à chanter et écrire différemment. L'album déconcerte la critique et son public rock. Pour le Los Angeles Time, l'album est un « document fascinant mais déchirant sur le nombre de mauvaises décisions que l'on peut prendre en écrivant et en interprétant un disque »,. Pour Jon Pareles du New York Times, Cornell qui sur la pochette de l'album casse sa guitare électrique, invente l'électrogrunge,. Il salue toujours la puissance de la voix du chanteur qui évoque « les querelles d'amoureux, la colère plus profonde et le doute de soi » mais « ses plaintes et ses confessions arrivent désormais sous forme de lignes mélodiques coupées, ponctuées d'arpèges automatisés et de rythmes vifs, ainsi que les spécialités de Timbaland comme des cris rapides et échantillonnés »,. Scream se classe à la 10e place du Billboard 200 et devient l'album solo du chanteur le mieux classé. S'ensuit une tournée américaine et européenne passant par la France où Cornell se produit à La Cigale puis en première partie de Lenny Kravitz,. Cornell a déclaré que musicalement c'était le projet le plus ambitieux auquel il avait participé. « Je veux juste m’amuser avec la musique… et si elle m’inspire, alors quelqu’un d’autre le sera… Si vous entrez dans un coin confortable, où vous faites ce que vous faisiez auparavant, vous pouvez vous enfermer dans ce coin et y rester et vous avez terminé. Ça ne m’arrivera jamais »,.

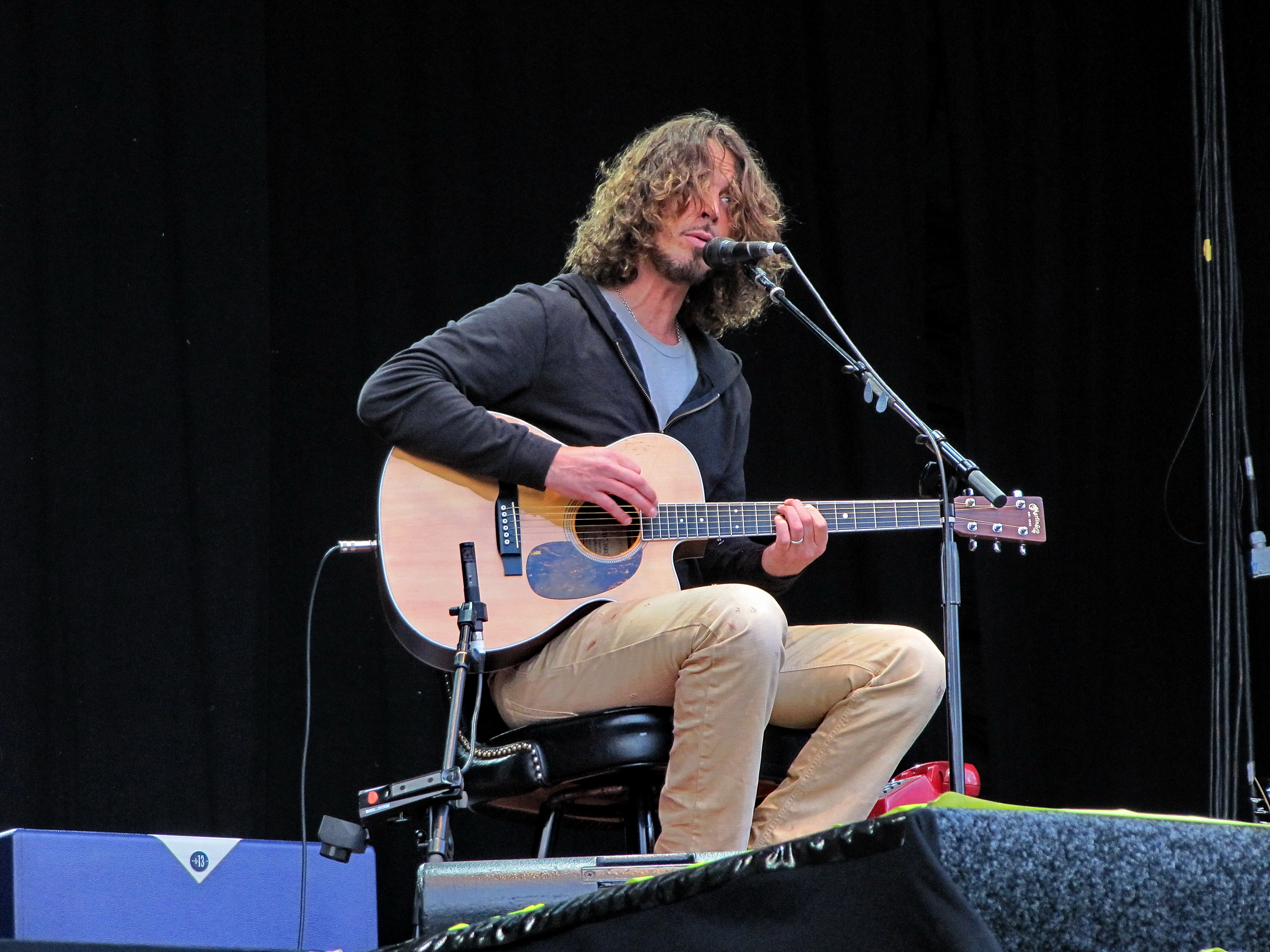
Chris Cornell en concert acoustique au Festival Bospop à Weert (Pays-Bas) en 2012.

À la surprise de Cornell, certaines chansons du concert acoustique qu'il a jouées à Stockholm en 2006 sont diffusées à la radio aux États-Unis - le concert est également disponible en ligne sous le titre Chris Cornell: Unplugged in Sweden. Le chanteur décide de réitérer l'expérience mais comme son manager ne souhaite pas qu'il parte en tournée, Cornell va jouer à Los Angeles où il vit . Le 3 décembre 2009 il monte sur la scène de l'Hôtel Café devant 165 personnes où pour Gary Suarez de MetalSucks, c'est « […] un endroit apparemment improbable pour trouver un rockeur de renommée mondiale avec des millions de ventes de disques à son actif »,.
Le 1er janvier 2010, le chanteur annonce sur son compte Twitter : « Les vacances de 12 ans sont finies, c'est la rentrée. Inscrivez-vous. Les Knights of the SoundTable sont de retour ! ». Ce tweet annonçait la réouverture du fan club de Soungarden (les Knights of the Soundtable) et une remise en valeur du catalogue du groupe sur le web. Il est interprété comme un retour du groupe et Soundgarden reçoit de ce fait de nombreuses sollicitations. En avril, il écrit et interprète la chanson Promise sur l'album Slash, l'album du guitariste Slash de Guns N' Roses.
Cornell joue son deuxième concert acoustique le 29 janvier 2010 au Troubadour (Los Angeles). En 2011, Cornell débute la tournée acoustique Songbook dans des petites salles en Amérique du Nord, en Australie et en Amérique du sud. Cornell déclare que plusieurs faits sont à l'origine de ce nouveau spectacle. Il y a l'expérience d'une version acoustique du titre Like Suicide de Soudgarden pour le film SFW de Jefery Levy sorti en 1994. « Plutôt que Soundgarden ne fasse une version acoustique, j'en ai juste fait une à la maison avec quelques guitares. En fait, les chansons peuvent être complètement différentes en acoustique. Sur cet air, en tant que guitariste, j'ai joué des choses complètement différentes »,. Puis il y a la rencontre avec l'artiste Artis the Spoonman au début des années 1990. Ce musicien joue des percussions avec des cuillères lors de spectacles de rue à Seattle. Cette performance qui attire le public fascine Cornell et le culpabilise. Il confie à Rolling Stone : « C’est incroyable que ce type se produise dans des festivals, des foires et au coin des rues. Ce type peut entrer dans une pièce et obtenir une réaction. Soudain, je me suis senti gêné et plus petit, parce que j’avais l’impression de me considérer comme un chanteur, un auteur-compositeur, un musicien, et j’ai vendu des millions de disques et fait le tour du monde, mais je ne peux pas faire ce qu’il fait. Je ne peux pas simplement entrer dans une pièce, prendre un instrument, jouer et divertir tout le monde et que les gens restent bouche bée »,.
Le public de Cornell répond présent à cette tournée acoustique qui se joue à guichets fermés et qui revisite ses 27 ans de carrière. La presse est également unanime. L'acoustique permet à l'artiste de mettre en lumière sa voix et l'écriture de sa musique. Pour The San Diego Union-Tribune, le concert est une masterclass de deux heures et demie dans laquelle Cornell explique son processus d'écriture en échangeant avec le public. Pour Jay Cridlin de Tampa Bay Times, « sans les riffs et les solos époustouflants de Thayil ou du guitariste d'Audioslave Tom Morello, les chansons de Cornell révélaient davantage des influences bluesy et country hors-la-loi […]. Et ses influences plus pop ont toujours transparu dans son travail solo »,. Pour Jim Farber du New York Daily News, « […] cette approche a permis de révéler à la fois toute la force et la maîtrise totale de son chant. Cela montre enfin à quel point il apporte de l'habileté à son chant, ainsi que la rareté de son timbre »,.
En novembre 2011 Chris Cornell sort son 1er album live acoustique Songbook. Il contient des titres extraits des albums solo du chanteur, des titres de ses groupes Temple of the Dog, Audioslave, Soundgarden mais aussi des reprises comme Thank You de Led Zeppelin et Imagine de John Lennon. Deux titres sont inédits : Cleaning My Gun et The Keeper écrit pour le film Machine Gun de Marc Forster avec Gerard Butler et Michelle Monaghan. Adapté des mémoires de Sam Childers, le film raconte son voyage au Soudan afin de protéger les enfants des armées rebelles et de construire un orphelinat,,. La chanson obtient une nomination aux Golden Globes. La même année Cornell participe au documentaire de Cameron Crowe, Pearl Jam Twenty, qui célèbre les 20 ans du groupe Pearl Jam. En 2012 et 2013, Songbook Tour tourne également en Europe.

#### Soundgarden etHigher truth(2012-2017)
Seize ans après leur séparation, Soundgarden sort en 2012 son 6e album studio King Animal. Le titre Live to Rise fait partie de la bande originale du film Avengers de Joss Whedon. L'album se classe no 5 au Billboard et s'écoule à 235 000 exemplaires,. Il est plutôt bien accueilli par la presse. Pour Rolling Stone, le groupe n'a rien perdu de ses riffs agressifs et de ses tempos mélancoliques qui ont fait son succès dans les années 1990. Pour The Washington Post et La Grosse Radio, King Animal est le digne successeur de Down on the Upside, plus mature, « un album de synthèse qui esquisse de nouvelles pistes pour le futur et pose les bases idéales pour un nouveau départ »,. The Boston Globe et Chicago Tribune émettent davantage de réserves : à part quelques titres, l'ensemble ne rivalise pas avec leurs anciennes productions,. Le groupe part en tournée mondiale et Cornell alterne avec ses concerts acoustiques en solo.

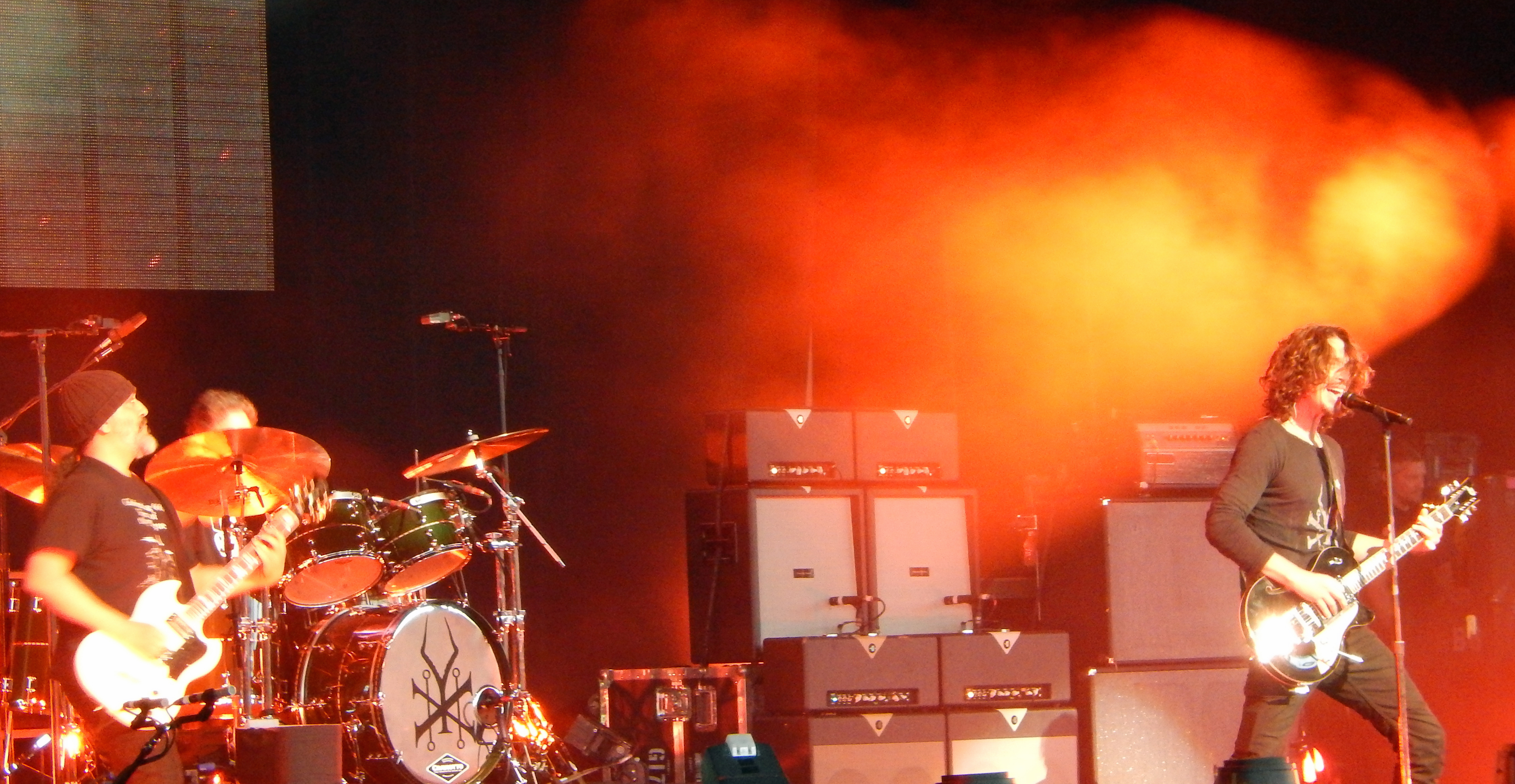
Soundgarden en concert en 2014 à Tinley Park avec de gauche à droite Kim Thayil, Matt Cameron et Chris Cornell.

Le 21 janvier 2013, afin de célébrer sa réélection, le président Barack Obama invite Cornell au bal du Commander-in-Chief. Accompagné de sa guitare acoustique, il interprète quelques titres puis il intervient de nouveau avec Soundgarden au bal inaugural. Il écrit la chanson Misery Chain pour la bande originale du film Twelve Years a Slave de Steve McQueen, chanson qu'il interprète avec Joy Williams — le film retrace l'histoire de Northup, un homme libre afro-américain qui est enlevé et vendu comme esclave dans une plantation de la Louisiane dans les années 1840. « J'ai été ému par ce film et par l'histoire d'une manière qui transcende toutes les expériences cinématographiques que j'ai jamais vécues. J'ai été inspiré pour écrire une centaine de chansons différentes, mais j'ai fini avec une chanson qui fait passer un message que je trouve extrêmement important dans le parcours de cet homme. La compassion, les droits humains fondamentaux et l'amour doivent passer avant la race, la religion ou les affaires. Chaque génération a besoin qu'on lui rappelle cette idée simple »,.
En novembre 2014, Jimmy Page, le guitariste de Led Zeppelin publie son autobiographie et Chris Cornell l'interviewe lors d'une séance publique à Los Angeles. À cette occasion, Cornell se souvient d'avoir entendu le groupe pour la première fois à la radio lorsqu'il était enfant et combien le groupe l'a inspiré dans la carrière de Soundgarden. Pour lui, Jimmy Page est le plus grand guitariste de tous les temps.
En septembre 2015, Chris Cornell sort son 4e album studio Higher Truth produit par Brendan O'Brien (Pearl Jam, Bruce Springsteen) et conçu pour être joué en version acoustique,. Cornell aborde une nouvelle forme d'écriture en composant avec une guitare acoustique, comme il avait commencé pour l'album Temple of the Dog. Cornell explique dans une interview qu'il a probablement l'idée de faire un album acoustique depuis le début des années 1990 lorsqu'il a écrit le titre Seasons. Les albums qui l'ont influencé sont « Pink Moon de Nick Drake ou Nebraska de Bruce Springsteen, des albums presque sans production, des albums faits maison. Un autre disque qui m'a vraiment ému quand j'ai commencé à me lancer dans des albums plus dépouillés en 1989, était Songs Of Pain de Daniel Johnston. Des paroles très mélodiques, incroyables, très personnelles et assez drôles, mais aussi très déprimantes parfois »,. La presse salue le retour de Cornell à ses origines pop-rock après le décrié Scream, considérant que Higher Truth est le digne successeur de son premier album Euphoria Morning, avec une atmosphère moins sombre et plus chaleureuse. Avec pour thèmes « la perte, la mortalité, l’inévitable passage du temps », pour Stephen Thomas Erlewine d'Allmusic « les morceaux sont construits avec des pianos, des cordes, des harmonies et des guitares fuzz, cela semble intime, presque acoustique »,. Pour Jon Dolan de Rolling Stone, les arrangements de O'Brien et la voix « nuancée de Cornell, d’autant plus polie avec l’âge, insufflent à la musique Roots une dynamique de rock alternatif » qui définit la carrière solo de l'artiste : un équilibre entre puissance et intimité. S'ensuit une tournée en Amérique du Nord, en Europe et en Amérique du Sud avec en première partie le bluesman Fantastic Negrito. Sur scène Cornell est accompagné du musicien violoncelliste Bryan Gibson. Il se produit notamment au Trianon à Paris et pour la première fois au Royal Albert Hall à Londres,. Voulant se prouver à lui-même qu'il est « un vrai musicien en captivant un public avec une guitare acoustique », il trouve dans cette carrière solo un public qui découvre une voix différente et la profondeur de ses textes, performances également saluées par la presse,. L'album se classe à la 19e place du Billboard 200 la semaine de sa sortie.

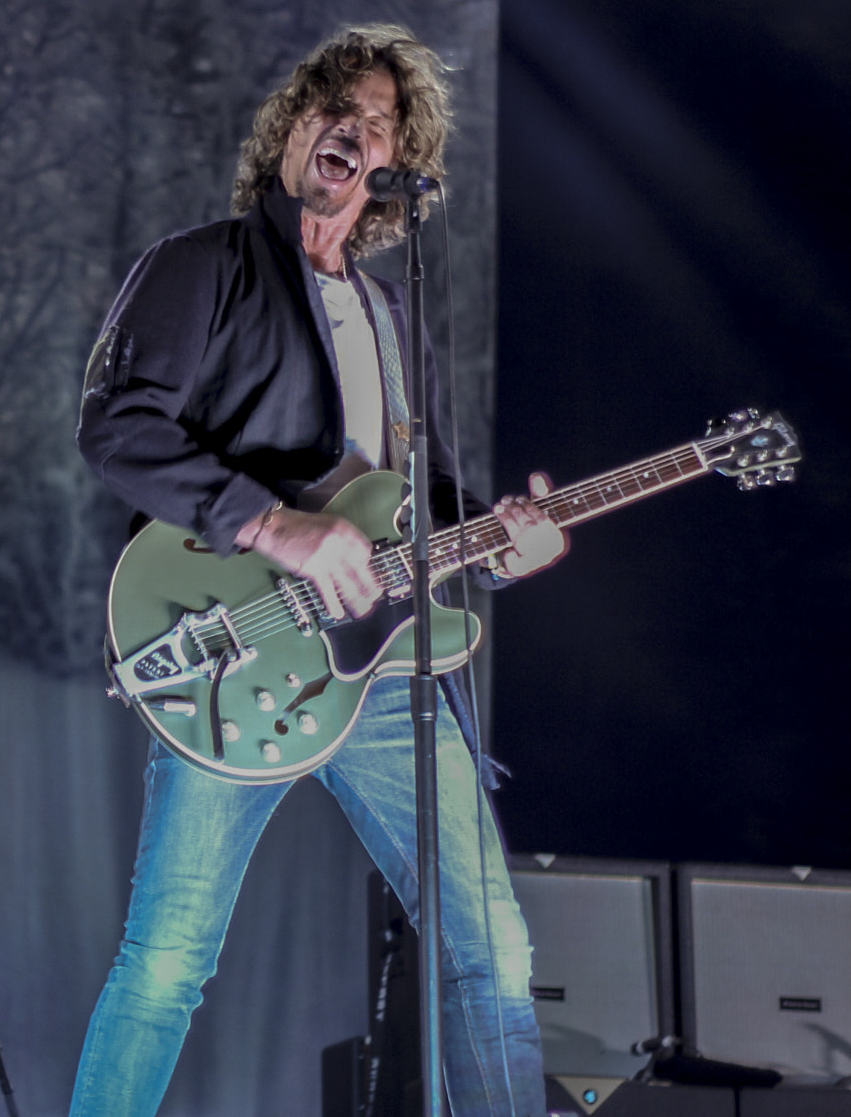
Chris Cornell en concert avec le groupe Soundgarden au Lollapalooza Festival en 2015.

En septembre 2015, Cornell intègre dans ses concerts acoustiques la chanson de Prince, Nothing Compares 2 U rendue célèbre par Sinéad O'Connor. À la mort de Prince, le 21 avril 2016, Cornell lui rend hommage en sortant une version acoustique du titre qui se classe à la 34e place du classement Alternative Songs de Billboard,,. En 2016, Cornell écrit la chanson Til the Sun Comes Back Around pour le film 13 Hours de Michael Bay. Pour le 25e anniversaire de la sortie de l'album Temple of the Dog, le groupe se reforme sans Eddie Vedder à l'occasion de cinq concerts à l'automne,. L'album ressort dans une version remastérisée contenant 2 CD.
Le 20 janvier 2017, le groupe Audioslave se reforme à l'occasion d'un concert anti-Trump à Los Angeles et n'exclut pas de remonter sur scène à certaines occasions,.
Le 12 avril 2017, Chris Cornell participe à la première du film La Promesse de Terry George avec Christian Bale, Oscar Isaac et Charlotte Le Bon qui évoque le Génocide arménien. Il écrit le titre The Promise pour la bande originale du film, travaillant pour la première fois avec un orchestre symphonique. Le film se déroulant en 1915, il ne souhaite pas une musique avec des références modernes mais une musique davantage intemporelle et écrit un texte sur un personnage qui promet de survivre et de continuer à lutter contre l'adversité,. Marié à une épouse d'origine arménienne et sensibilisé par l'actualité en Syrie, il sort le titre en single et en reverse les droits à l'International Rescue Committee (organisme de bienfaisance qui répond aux crises humanitaires en aidant les victimes de conflits). À la suite de cette expérience, le chanteur envisage de faire des concerts avec un orchestre symphonique comme il l'a fait en 2015 à l'occasion de la reformation des groupes Mad Season et Temple of the Dog avec l'Orchestre symphonique de Seattle,,. En 2018, The Promise est nommé aux Grammy Awards et aux Satellite Awards.
Le 28 avril 2017, Soundgarden entame une tournée d'un mois aux États-Unis. Depuis 2015, le groupe travaille sur son 7e album studio et 7 chansons sont enregistrées,. Chris Cornell meurt dans la nuit du 17 au 18 mai 2017 à l'âge de 52 ans, à Détroit (Michigan) dans sa chambre d'hôtel, après le concert au Fox Theatre.

### Vie privée
En 1990, Chris Cornell épouse Susan Silver (manager de Soundgarden et d'Alice in Chains) avec qui il a une fille, Lillian, en 2000. Il divorce en 2004 et épouse Vicky Karayiannis (en grec moderne : Βίκυ Καραγιάννης), une attachée de presse d'origine grecque. De cette union naît une seconde fille, Toni, en 2004 et un fils, Christopher, en 2005. Le couple vit entre Los Angeles et Paris où ils deviennent les propriétaires du restaurant le Black Calavados pendant une dizaine d'années. En 2012, ils créent la Chris and Vicky Cornell Foundation pour la protection de l'enfance.

### Mort
Chris Cornell meurt dans la nuit du 17 au 18 mai 2017 à l'âge de 52 ans, à Détroit (Michigan) dans sa chambre d'hôtel, après avoir donné un concert le soir du 17 mai au Fox Theatre. Dans un communiqué envoyé à l’Associated Press, son agent Brian Bumbery indique que sa mort est « soudaine et inattendue »,,,. Son garde du corps le retrouve inanimé dans la salle de bains, une bande d'exercice autour du cou.

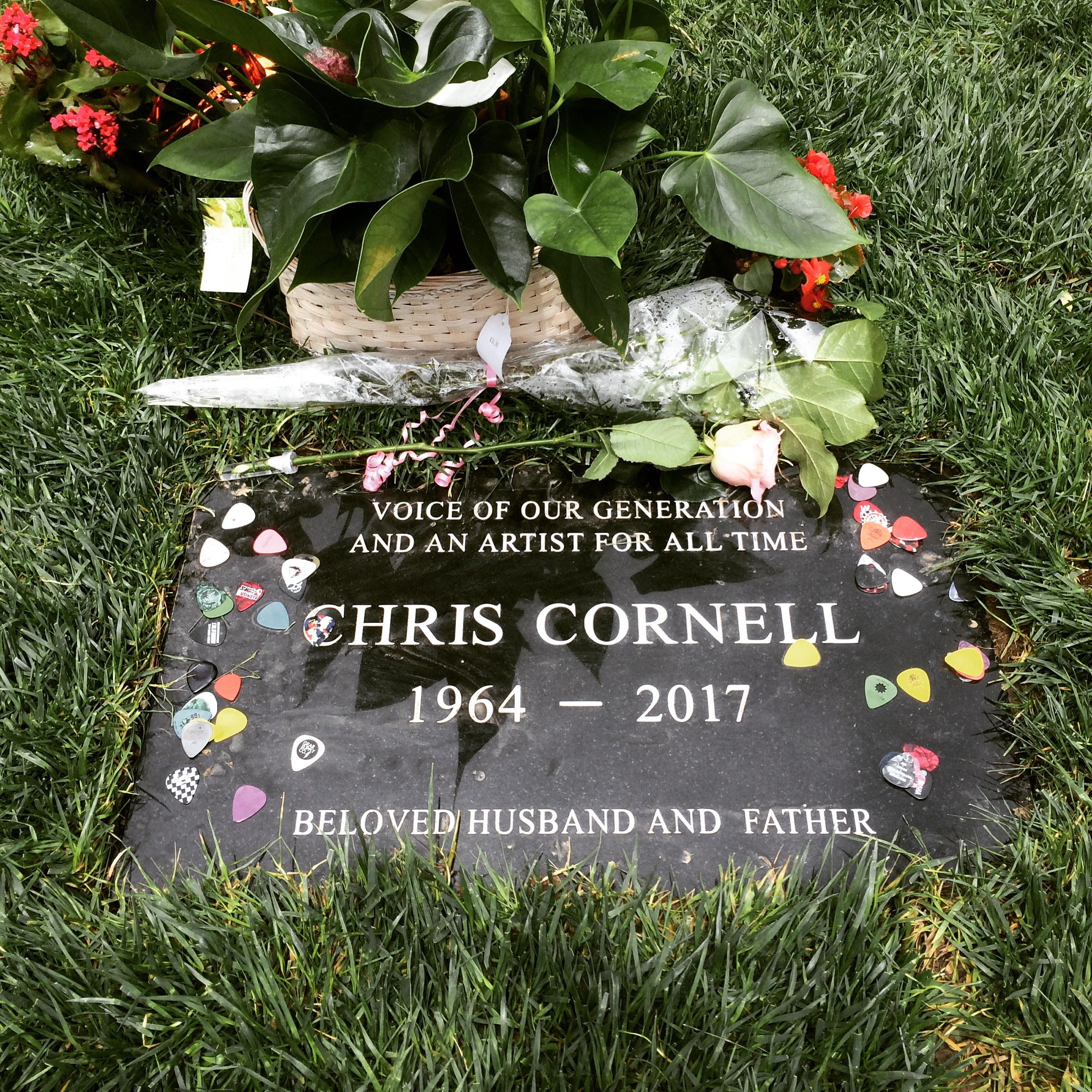
La tombe de Chris Cornell au Hollywood Forever Cemetery.

Quelques heures après l'annonce de sa disparition, les autorités indiquent que la cause du décès est un suicide par pendaison,. Sa veuve, Vicky Cornell affirme qu'il n'avait pas l'intention de se suicider. Selon elle, Cornell luttait contre la dépression et la drogue, et s'en était éloigné une dizaine d'années auparavant. Il prenait de l'Ativan, un médicament prescrit contre l'angoisse. « Quand on a parlé après le concert, j'ai remarqué qu'il mangeait ses mots ; il était différent. Quand il m'a dit avoir pris un ou deux Ativan de plus, j'ai contacté la sécurité pour qu'ils le surveillent »,,. L'avocat de la famille, Kirk Pasich, affirme que l'Ativan peut donner des idées suicidaires ou mener à la paranoïa. Il précise que : « la famille pense que lorsque Chris s'est tué, il ne savait pas ce qu'il faisait, et que des médicaments ou d'autres substances ont pu influencer son geste »,,. Ted Keedick, l'ingénieur du son du chanteur depuis 10 ans déclare quelques jours plus tard que Cornell n'était pas dans son état normal pendant le concert : « Je n'avais jamais entendu sa voix comme ça. Il avait de gros problèmes de contrôle »,. Le musicien et ami du chanteur Kevin Morris témoigne que : « Pendant tout le concert, on pouvait dire que quelque chose n'allait pas […]. Dans la deuxième chanson, il a commencé à être désorienté. J'ai simplement pensé qu'il ne se sentait pas bien »,.
Le corps de Chris Cornell est incinéré le 23 mai 2017. Ses funérailles ont lieu le 26 mai au Hollywood Forever Cemetery de Los Angeles. Ses cendres sont enterrées près de la statue de son ami le guitariste Johnny Ramone.
Le 2 juin 2017, le rapport d'autopsie du Wayne County Hospital de Détroit confirme la mort par pendaison. Plusieurs substances médicamenteuses ont été retrouvées dans le corps de Chris Cornell : Butalbital, Ativan, pseudoéphédrine, norpseudoéphédrine. Pour le médecin légiste, les doses de ces médicaments n'ont pas contribué à sa mort : « […] le niveau de 200 mg/l d’Ativan dans le sang de Cornell était bien supérieur à la dose moyenne de 30 à 50 mg/l, il était également inférieur aux taux sanguins d’Ativan de 300 mg/l de ceux dont la mort est liée au médicament »,.
En mai 2018, Vicky Cornell déclare à The Detroit News être insatisfaite du rapport d'autopsie qu'elle juge incomplet, faisant naître ainsi des théories du complot dont elle et sa famille sont victimes. Ses avocats font appel à d'autres experts qui affirment que l'ingestion des médicaments a joué un rôle dans la mort du chanteur en altérant ses facultés de jugement. Vicky Cornell souligne que son mari souffrait également d'une blessure à la tête mentionnée dans deux rapports cliniques et qui n'apparaît pas dans le rapport d'autopsie. Elle et ses enfants portent plainte contre le docteur Robert Koblin pour avoir « de manière négligente et répétée, prescrit des substances psychotropes dangereuses », à Chris Cornell depuis septembre 2015 pour une douleur à l'épaule. « [Mon mari], qui avait lutté contre la dépendance aux opioïdes et à l'alcool à la fin des années 1990, avait avoué à un ami qu'il avait rechuté en mars, deux mois seulement avant sa mort »,,,. Le docteur Koblin nie toute accusation de négligence et affirme que le chanteur était bien conscient des risques inhérents aux médicaments qu'il prenait pour traiter l'anxiété (Ativan, oxycodone). En avril 2021, les deux parties concluent un accord confidentiel.

### Hommages
Bon nombre d'artistes de tous horizons rendent hommage à Chris Cornell : Nile Rodgers, Billy Idol, Rage Against the Machine, Metallica, Jane’s Addiction, Mark Ronson, Alice Cooper, « incroyablement talentueux, incroyablement jeune, nous manque incroyablement » déclare Jimmy Page, « un grand chanteur, auteur-compositeur et l’homme le plus charmant » dixit Elton John,… Matt Cameron est le premier membre de Soundgarden à lui rendre hommage : « Mon chevalier noir est parti. Merci pour cet incroyable élan de gentillesse et d'amour ». Pour Mike McCready de Pearl Jam, « Chris Cornell a peint en chanson l'obscurité et la beauté de la vie à Seattle »,. Un de ses amis, Chester Bennington, le chanteur de Linkin Park, qui se suicidera deux mois plus tard le 20 juillet, jour de l'anniversaire de Chris Cornell : « ton talent était pur et inégalé. Ta voix était joie et douleur, colère et pardon, amour et chagrin, le tout réuni en un seul »,.
Pour Kory Grow de Rolling Stone : 
Chris Cornell était une énigme. Il pouvait paraître sauvage et tendre à la fois. Durant ses 52 ans, il a été le dieu du grunge, un auteur-compositeur folk, un cœur brisé de la pop et un crooner facile à écouter. Il possédait l’une des voix les plus impressionnantes de sa génération, et peut-être la plus grande voix issue du grunge, et il pouvait l’étendre pour fonctionner dans n’importe quel contexte. De manière improbable, il a même rendu le mélisme cool dans le hard rock. Finalement, il y avait plusieurs Chris Cornell. Il pouvait chercher la Californie, ressentir le Minnesota ou chercher un ami pour la fin du monde, selon la chanson. Les fans de musique connaissaient le génie de David Bowie, Tom Petty et Prince au moment de leur mort, mais Cornell est mort sous-estimé,.

Le 16 janvier 2019, le concert I Am The Highway en hommage au chanteur a lieu au The Forum (Inglewood) près de Los Angeles. Y participent les groupes Foo Fighters, Metallica, Melvins, les membres de Soundgarden, d'Audioslave et de Temple of the Dog, les chanteurs Fiona Apple, Jerry Cantrell, William DuVall, Nikka Costa, Adam Levine, Jesse Carmichael, Jack Black, Geezer Butler, Ryan Adams, Taylor Momsen, Brandi Carlile, Perry Farrell, Juliette Lewis, Josh Homme, Miley Cyrus, Alain Johannes, Peter Frampton et Ziggy Marley. Le concert organisé par Vicky Cornell reverse la recette à la Fondation Chris et Vicky Cornell et à la recherche médicale pour l'épidermolyse bulleuse.
En chansons
Des artistes ont composé des chansons en l'honneur de Cornell. Tom Morello, le guitariste de Rage Against the Machine et d'Audioslave écrit en 2007 The Garden of Gethsemane sur son album solo One Man Revolution. Au début d'Audioslave, Cornell disparaît et Morello prenant de ses nouvelles, ce dernier lui répond : « Si tu avales la pièce du puits aux souhaits, tes rêves se réaliseront au paradis ou en enfer »,. Ses pensées lui inspirent le moment de prière qu'a vécu Jésus dans le Jardin de Gethsémani avant son arrestation et Morello dédie cette chanson à Cornell sur scène.
En 2015 Cornell propose au bluesman Fantastic Negrito de faire sa première partie sur sa tournée acoustique. Les musiciens se lient d'amitié et en 2018 Fantastic Negrito lui rend hommage avec le titre Dark Windows sur l'album Please Don’t Be Dead. La chanson contient des références aux titres de Cornell Fell On Black Days, Black Hole Sun et Hunger Strike. « Lorsque la vie de Chris s'est terminée si brusquement et tragiquement quelques mois seulement après notre dernière tournée ensemble, j'ai écrit "Dark Windows" à propos de certaines des conversations et des courriels que nous avions échangés […]. Pendant le peu de temps où nous nous sommes connus, nous avons eu une profonde compréhension l'un de l'autre […] »,.
Eddie Vedder, le chanteur de Pearl Jam rencontre Chris Cornell au début des années 1990 lors du projet Temple of the Dog en hommage au chanteur Andrew Wood. Ils enregistrent ensemble le titre Hunger Strike et deviennent amis. Vedder déclare après sa mort que Cornell « n'était pas seulement un ami, c'était quelqu'un que j'admirais comme mon frère aîné »,. En 2020 il lui rend hommage avec la balade acoustique Comes Then Goes sur l'album Gigaton de Pearl Jam.
Mike McCready, le guitariste de Pearl Jam et de Temple of the Dog rend hommage à Cornell en 2023 avec le titre Crying Moon, extrait d'un opéra-rock qui a pour thème la scène de Seattle. « Je le considère comme l’un des plus grands chanteurs et auteurs-compositeurs de tous les temps, en plus d’être un ami […] ».

## Albums posthumes
En avril 2018, sort la première chanson de Cornell à titre posthume. Il met en musique deux poèmes de Johnny Cash : You Never Knew My Mind et I Never Knew Your Mind en une seule chanson qui a pour titre You Never Knew My Mind. Elle figure sur l'album hommage Forever Words sur lequel différents artistes comme Kris Kristofferson, Elvis Costello, John Mellencamp chantent des poèmes de Johnny Cash. Cornell avait rencontré l'artiste dont il était un grand admirateur, notamment lorsque ce dernier avait repris Rusty Cage de Soundgarden en 1996. « J'ai rencontré [Cash] une ou deux fois dans ma vie […] il a eu une telle influence sur moi en tant que musicien »,.

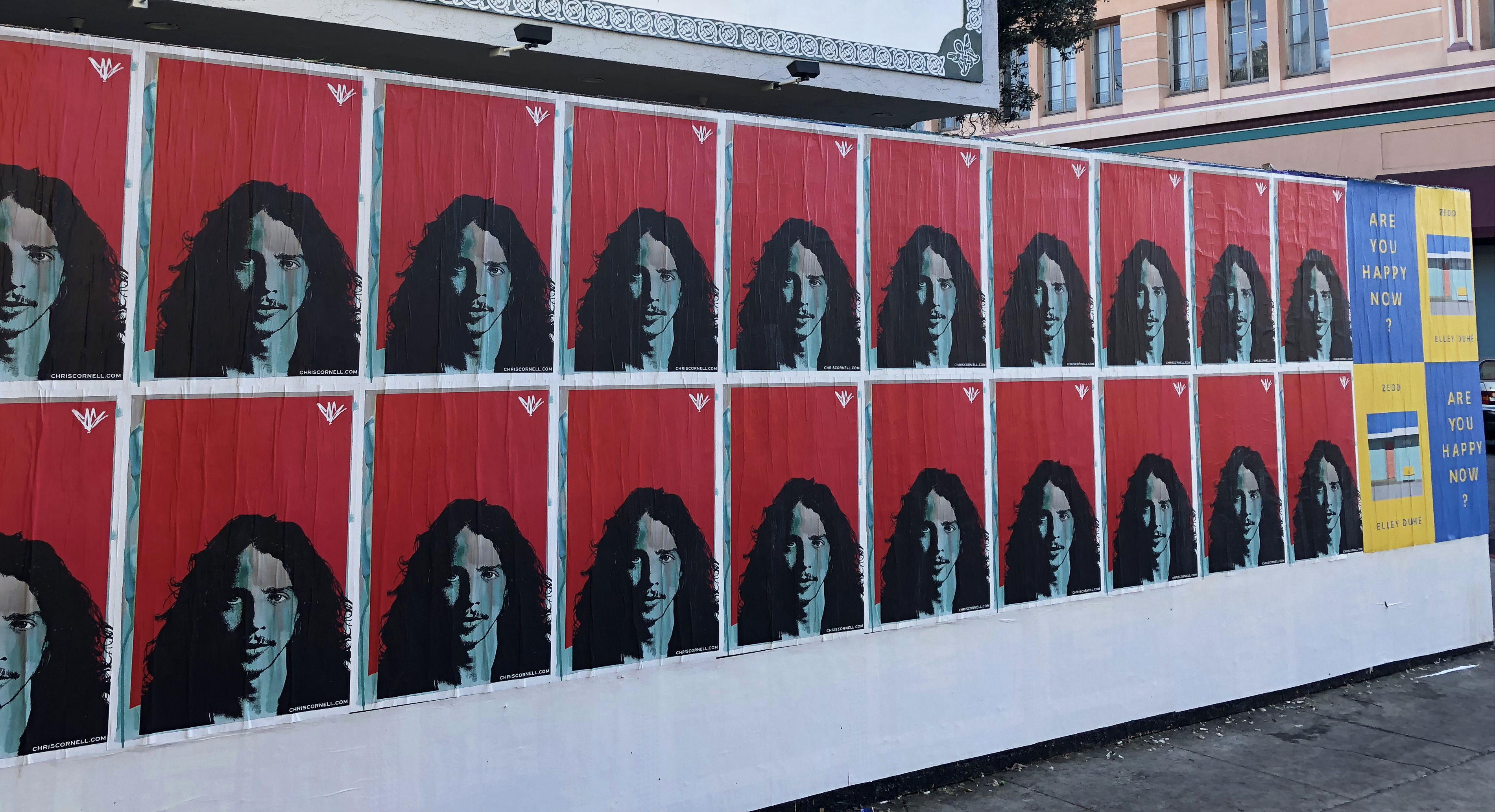
Des affiches figurant Chris Cornell (2018).

### Chris Cornell(2018)
En novembre 2018, sort la compilation Chris Cornell, sous la forme d'un coffret comprenant 4  CD. Composée de 64  titres, celle-ci contient des chansons des différents groupes du chanteur, des titres solo, 11 ans titres originaux ainsi que des reprises (dont Nothing Compares 2 U de Sinéad O'Connor et un mashup inédit des paroles de One de Metallica sur la musique de One de U2),,. Le single inédit When Bad Does Good obtient le Grammy Award de la meilleure prestation rock en 2019 et le coffret celui du Grammy Award for Best Recording Package en 2020,.

### No One Sings Like You Anymore(2020)
En décembre 2020 sort le 5e album studio du chanteur, No One Sings Like You Anymore, Vol. 1. Enregistré en 2016, il contient 10 ans reprises dont des titres de John Lennon, Janis Joplin… Il a été entièrement conçu par l'artiste qui joue de tous les instruments et est mixé et produit par Brendan O'Brien,. D'après son épouse Vicky Cornell « Son choix de reprises donne un regard personnel sur ses artistes préférés et les chansons qui l'ont touché. Il avait hâte de le sortir »,. Préalablement, le 20 juillet 2020, à l'occasion de son anniversaire, paraît en single une reprise de la chanson Patience des Guns N'Roses. La chanson est accompagnée d'un clip en hommage au chanteur. Cornell reprend des classiques du rock tels que Jump into the Fire d'Harry Nilsson, Watching the Wheels de John Lennon, Showdown d'Electric Light Orchestra et des titres moins connus : To Be Treated Right de Terry Reid, Sad Sad City du groupe électronique Ghostland Observatory et trois titres de Jerry Ragovoy : Get It While You Can (Janis Joplin), You Don't Know Nothing About Love (Carl Hall), Stay with Me (Lorraine Ellison). Pour Kory Grow de Rolling Stone, « les influences des artistes ne sont jamais aussi intéressantes que ce qu’ils en font » et salue l'audace et l'originalité de Cornell. « Il faut de l’audace pour transformer une chanson comme « Get It While You Can » – une fable teintée de gospel de Howard Tate et plus tard une perle de blues-rock enjouée pour Joplin – en un numéro de synthé new-wave pratiquement méconnaissable et grinçant, comme Cornell fait ici. Il chante la chanson avec émotion comme Tate et interprète le refrain comme Joplin […] mais l'arrangement aléatoire et lourd du clavier donne l'impression que c'est quelque chose de nouveau »,. Pour Stephen Thomas Erlewine d'Allmusic, « […] les chansons sont à la fois familières et surprenantes - un mélange qui a toujours été l'une des principales attractions du travail de Cornell - et bien qu'il y ait ici des échos des enregistrements originaux, il façonne chaque morceau pour l'adapter à sa voix et à son penchant contemplatif. La puissance inhérente à la voix de Cornell peut encore être entendue, mais ce qui perdure, c'est la passion et l'intelligence, les émotions qui en font une expérience vivifiante quoique douce-amère »,.
L'album se classe no 78 au Billboard 200. La reprise de Patience atteint la première place du classement Mainstream Rock (c'est le 1er titre solo de Chris Cornell à atteindre cette place). Aux Grammy Awards 2022, l'album est nommé dans la catégorie Meilleur album rock et la reprise de Nothing Compares 2 U dans la catégorie Meilleure prestation rock.

## Style musical

### Influences

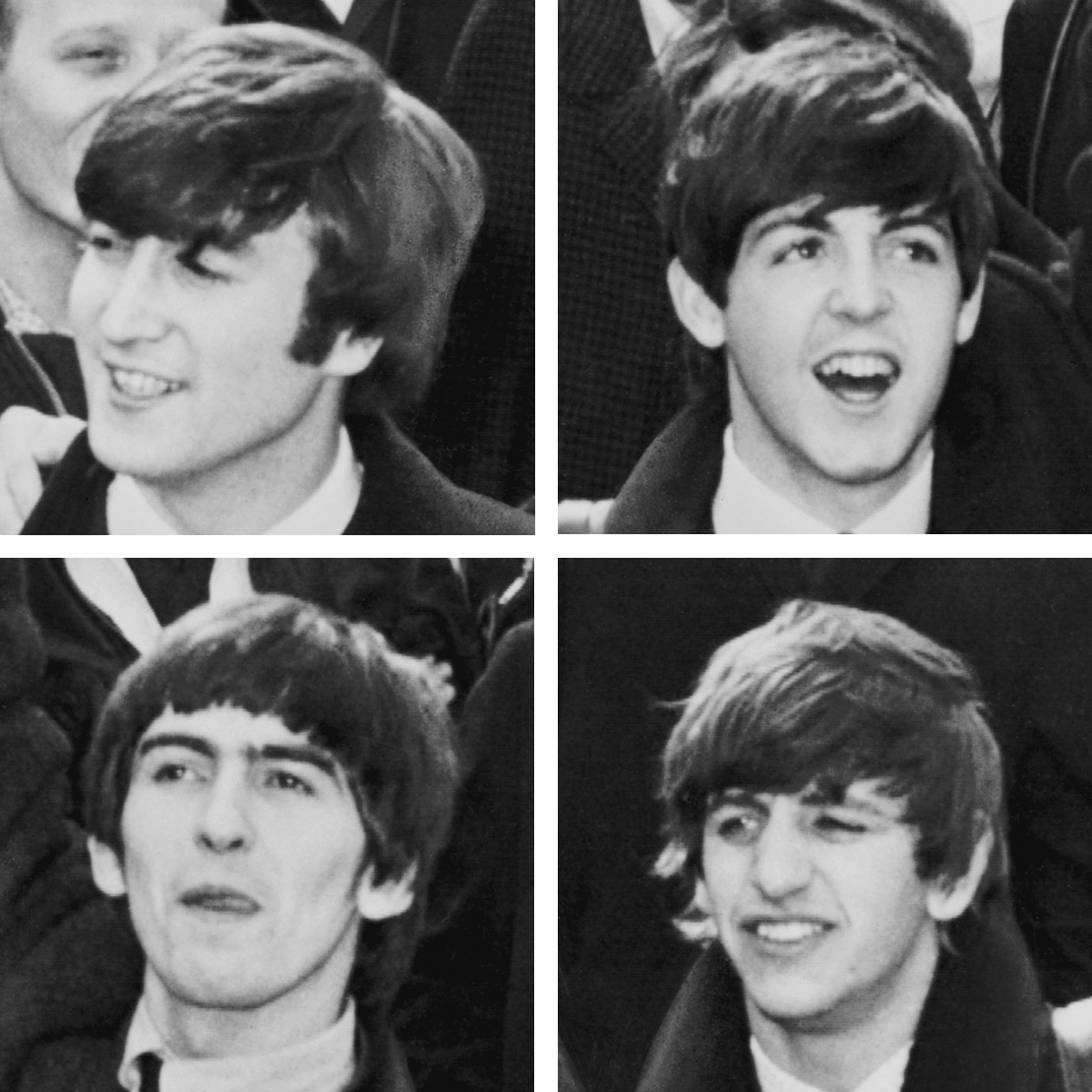
The Beatles à New York en 1964.

L'influence principale de Chris Cornell est The Beatles qu'il découvre enfant et dont il écoute tous les albums pendant un an jusqu'à déclarer en 2011 que John Lennon était devenu une figure paternelle. À l'adolescence dans les années 1970 il découvre les groupes rock Pink Floyd, Led Zeppelin et Black Sabbath à qui la presse spécialisée comparera beaucoup ses groupes Soundgarden et Audioslave,. Au début des années 1990, dans la période où Soundgarden est le plus agressif, Cornell écoute davantage des musiciens folk comme Nick Drake, Neil Young, Johnny Cash, Daniel Johnston, musique qu'il avait détestée enfant et qui forgera ses tournées acoustiques en solo à partir de 2009,,. « La raison pour laquelle je détestais cela avait plus à voir avec les personnes avec qui je l'associais. […]. Une autre chose qui m'a éloigné du [folk], ce sont toutes ces règles, ces références spécifiques et ces choses que je pensais que la musique rock n'avait pas - parce que la musique rock est libre et que vous faites ce que vous voulez et c'est tout l'intérêt »,. Cornell a également déclaré que la liberté et l'inventivité de David Bowie ainsi que l'irrévérence de Iggy Pop avaient été des sources d'inspiration dans sa carrière.
Lors de ses concerts, Chris Cornell reprenait souvent des titres d'autres artistes, pour les réinterpréter à sa façon à la guitare acoustique : Billie Jean de Michael Jackson, Imagine de John Lennon, Thank you de Led Zeppelin, Nothing Compares 2 U de Prince, The Times They Are a-Changin' de Bob Dylan, Don't let it bring you down de Neil Young, Trouble de Cat Stevens, To Love Somebody des Bee Gees, Lady Stardust de David Bowie, Better Man de Pearl Jam, Long As I Can See The Light du Creedence Clearwater Revival, (Sittin' on) The Dock of the Bay d'Otis Redding, Thunder road de Bruce Springsteen, I Will Always Love You de Whitney Houston, Hotel California des Eagles, la chanson One du groupe Metallica sous forme de mashup sur la musique de One de U2, Redemption Song de Bob Marley, Peace, Love, and Understanding de Nick Lowe,,,,.
Pour Kory Grow de Rolling Stone : 
Chris Cornell a toujours aimé s'approprier des chansons connues et les faire siennes. L'un des premiers enregistrements de Soundgarden était une interprétation du blues au rythme régulier et au cœur brisé de Howlin' Wolf, Smokestack Lightnin', sur lequel Cornell semblait trouver sa propre angoisse dans la voix, criant comme s'il était en train de subir les pires tortures. Et plus tard, lorsqu’il abordait les morceaux des autres, la chanson elle-même n’était pas toujours l’influence la plus apparente. Il a remplacé les paroles de Into the Void de Black Sabbath par un discours sur les droits des Amérindiens, a grungifié l'hymne new-wave de Devo Girl U Want, juxtaposé les chansons de Metallica et de U2 intitulées One les unes sur les autres, et a transformé Billie Jean en complainte country-rock poussiéreuse et mélodramatique. La manière innovante de Cornell d’interpréter et de présenter la musique, associée à une tessiture multioctave digne d'une médaille d’or, est ce qui a fait de lui une légende,.

### Chant
Cornell était un baryton avec une gamme vocale de quatre octaves comme Robert Plant, Steven Tyler, Freddie Mercury et Axl Rose,. Il avait la capacité de chanter « extrêmement haut dans la tessiture du ténor, ainsi que dans le registre grave d'une voix de baryton ». Cornell a commencé à chanter enfant les harmonies sur les disques des Beatles et a déclaré en 2008 n'avoir pas pris de cours de chant avant 1995,. Sa gamme vocale lui permettait d'expérimenter différents styles allant du fausset léger aux cris de fausset aigus. En plus de chanter du rock et du métal principalement avec Soundgarden et Audioslave, Cornell a chanté du blues et du néo-soul.
Dès le début de sa carrière avec Soundgarden, Cornell est surnommé par la presse le « hurleur du grunge », ou le « hurleur de heavy metal »,, comparant sa voix à un cyclone. Pour Brad Wheeler de The Globe and Mail : « cette voix est arrivée comme un ouragan éclair entre deux feux. Primordial et planant, son cri de pierre était une arme indubitable »,. Cornell a déclaré au sujet de l'enregistrement du premier EP du groupe. Screaming Life : « Je chantais des chansons dont les parties difficiles étaient écrites pour que ma voix aille au-dessus de ma tessiture, pousse beaucoup d'air et que ma voix se brise, c'est comme cela que les gens crient. Je faisais cette chanson « Heretic », qui hurle tout au long du couplet. Je suis allé bien au-dessus de ma gamme et j'ai découvert qu'il y avait des notes bien plus haut. C'était vraiment excitant. J'ai juste repoussé les limites, ne sachant pas ce que je faisais »,.

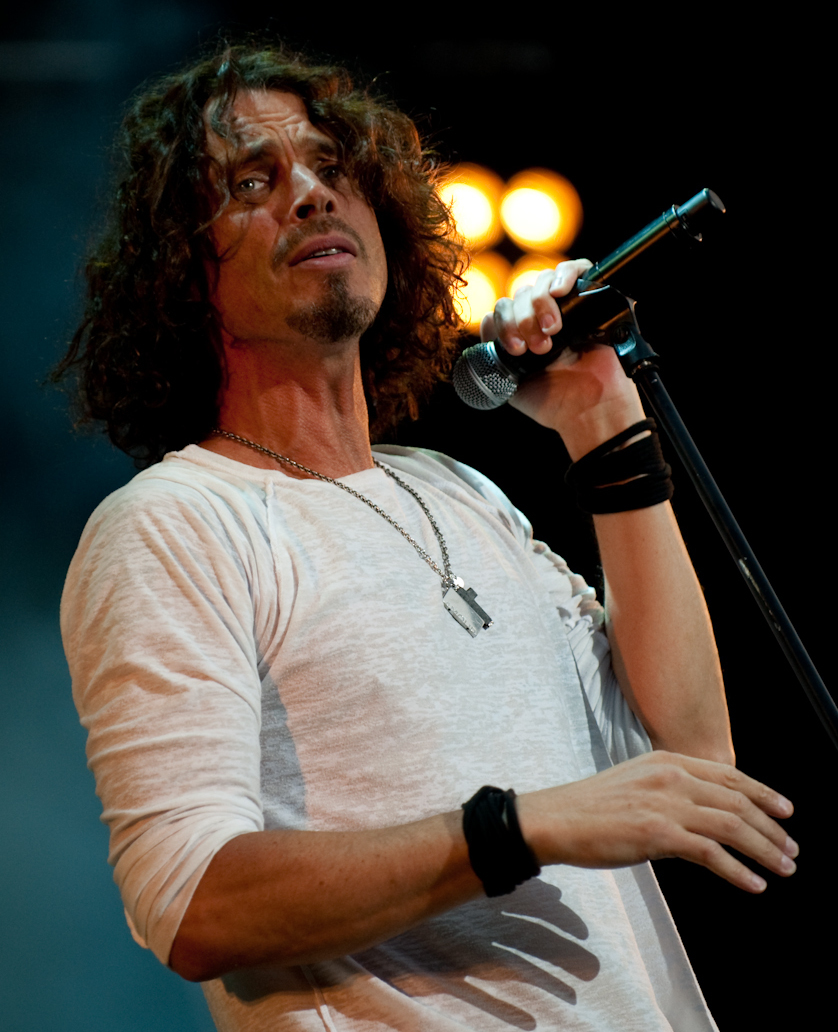
Chris Cornell en concert au Peace & Love Festival de Borlänge en 2009

Dès 1991 avec le groupe Temple of the dog en hommage à son ami Andrew Wood, la voix de Cornell se fait plus émouvante dans des « ballades tristes et élégiaques », mais c'est en 1992 que Cornell dévoile une voix inattendue avec le titre acoustique Seasons. Pour le magazine Revolver « [c]'est ici que nous avons véritablement découvert la profonde émotivité et la polyvalence époustouflante de cet incroyable chanteur »,.
En 2011, lors de la sortie de l'album live acoustique Songbook, Dan Aquilante du New York Post écrit : « Cornell est un chanteur unique dans la pop d'aujourd'hui ; sa prestation bluesy et émotionnelle semble tirer ses influences de Jim Morrison sur « L.A. Woman », son dernier enregistrement avec The Doors »,. Pour Jon Pareles du New York Times : « À mesure qu'elle s'élevait, de plus en plus haut, la voix de M. Cornell pouvait maintenir une mélodie à travers la mêlée, ou elle pouvait affronter les turbulences du hard rock avec des grognements, des râles, des gémissements amers et, au sommet de sa gamme, des cris puissants qui n'admettaient aucune faiblesse »,. Pour Jim Cridlin de Tampa Bay Times, les tournées acoustiques du chanteur ont révélé que « la voix de Chris Cornell est une œuvre d'art »,.
Avec les années, la voix de Cornell change. Elle perd de l'amplitude mais gagne en émotion, hissant le chanteur au rang de conteur,. « Au fur et à mesure que le temps passe, j'ai moins de portée et moins de capacité à entrer et sortir facilement de différents registres, mais j'ai l'impression d'avoir une bien meilleure capacité à me connecter émotionnellement avec n'importe quelle chanson […]. Tout cela est une cible mouvante. La voix humaine n'est pas une trompette. Ce n'est pas un piano. Cela change constamment et un chanteur doit suivre le courant » déclare le chanteur en 2015,. Ce que confirme Nick Messitte de Forbes et les nombreuses critiques enthousiastes de la presse ainsi que le public qui a suivi Cornell dans sa carrière acoustique,. « On pouvait l'entendre chercher quelque chose dans ces spectacles, essayant de récupérer son ancien timbre ou d'en trouver un nouveau qui mérite d'être promu. Au cours de cette période, il a travaillé sur ses graves autant que sur toute autre chose, s'attaquant aux nuances et aux harmoniques de sa voix depuis la poitrine. Je ne m’en suis pas rendu compte à ce moment-là, mais il reconstruisait sa voix, pièce par pièce » (Forbes),.
Cornell a déclaré dans une interview en 2015 que la voix de Freddie Mercury était sans doute la plus belle voix de la musique rock, tant par sa vulnérabilité que par sa technique.

### Parolier
Cornell déclare en 2015 à Billboard : 
J'ai toujours dit que mes albums étaient mes journaux intimes. Je ne fais pas partie de ces gars qui regardent par la fenêtre et voient quelque chose, puis rentrent chez eux et écrivent à ce sujet. […] C'est une observation plus constante. Je ne suis pas un grand bavard et je cherche et réfléchis constamment, puis je me souviens de choses étranges,.

Pour le magazine Guitar For The Practicing Musician, « les paroles de Soundgarden ne sont pas ouvertement politiques, mais les images de pourriture, de violence et de pouvoir corrompu dans des chansons comme « Rusty Cage » et « Slaves & Bulldozers » pourraient être considérées comme une critique du capitalisme avancé, ou quoi que ce soit qui détruit le monde »,. C'est ce que confirme Cornell en déclarant en 1992 à Rock Power : « Souvent, il n'y a aucune intention particulière dans les paroles de mes chansons […]. Souvent, comme sur "Searching With My Good Eye Closed", je laisse en quelque sorte la musique écrire les paroles. Ce que j'aime faire, c'est faire des peintures avec des paroles - créer des images colorées. Je pense que c'est plus divertissant et c'[est ce que] la musique devrait être »,. En 2022, l'acteur et ami du chanteur Josh Brolin déclare sur Instagram que Cornell avait une synesthésie : un phénomène neurologique non pathologique. Il associait les sons à des couleurs. De ce fait dans la carrière de Soundgarden, certaines paroles ont été mal interprétées. En 1990, Hands All Over n'est pas diffusée en radio et connaît des problèmes de diffusion (« […] je chante « retire tes mains, tu vas tuer ta mère » mais tout ce que les gens entendent, c'est la partie « tue ta mère ». Ensuite, ils pensent : « Il dit : « Tue ta mère ! » »,. En 1991, Jesus Christ Pose est censurée sur MTV car jugé anti-chrétienne alors que la chanson évoque l'exploitation de la religion pour le profit personnel,. En 1989, « l'hymne vicieusement ironique », Big Dumb Sex n'est pas non plus diffusé en radio. Pour Cornell, « […] les paroles ne sont pas provocantes, elles sont juste drôles. Ce n’est pas conflictuel, ni vraiment descriptif ou méchant. Ce n'est pas abusif, c'est plutôt se moquer des chansons disco et funk qui parlent de sexe sans prononcer le mot »,. Pour Kim Thayil, le guitariste et cofondateur avec Cornell de Soundgarden le groupe a toujours eu un « côté agressif et colérique et un côté introspectif déprimé. […] L'humour dans nos premiers travaux était simplement un moyen de compenser. le fardeau écrasant de nos préoccupations liées aux pensées déprimantes et colériques »,.

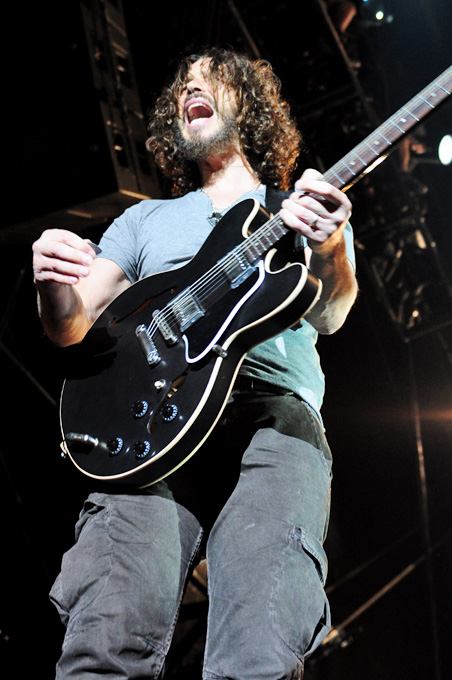
Chris Cornell en concert avec Soundgarden au Big Day Out Festival en 2012.

En 1991, le magazine Kerrang! souligne que, « au niveau des paroles, Soundgarden reste toujours aussi énigmatique »,. Ce style énigmatique culmine avec le succès du titre Black Hole Sun en 1994 qui devient un succès mondial vendu à 3 millions d'exemplaires : « Dans ma disgrâce/ Chaleur bouillante/ Puanteur d'été/ Sous le noir/ Le ciel a l'air mort »,. Pour Cornell, « c’est une sorte de peinture de mots surréaliste et ésotérique. […] C'était un courant de conscience. Je n’essayais pas de dire quoi que ce soit de spécifique ; j'écrivais vraiment en fonction de la sensation de la musique et j'acceptais tout ce qui en sortait. Je ne sais pas de quoi il s’agit, alors comment se fait-il que ce large public pop puisse l’écouter et s’y connecter immédiatement ? C’est encore un mystère pour moi, en quelque sorte »,.
En 1990, Chris Cornell perd son ami et colocataire, le chanteur de Mother Love Bone, Andrew Wood qui meurt d'une overdose. Il lui rend hommage en écrivant tout d'abord deux titres Reach Down et Say Hello 2 Heaven pour le projet Temple of the Dog. Pour la première fois, les paroles deviennent plus personnelles et Cornell n'évoque plus un personnage fictif dans lequel il se reconnaît mais une personne réelle qui était son ami,. Ce deuil marque une nouvelle écriture du chanteur qui se poursuit dans les albums suivants de Soundgarden et dans sa carrière solo. Dans l'album suivant du groupe, Badmotorfinger en 1991, le chanteur déclare que ses paroles deviennent davantage biographiques avec notamment le titre Outshined : « Je ressemble à la Californie et je ressens le Minnesota »,. Cornell explique en 1996 à Details :« Je me sentais vraiment bizarre et déprimé, et je me suis regardé dans le miroir et je portais un T-shirt rouge et un short de tennis ample. Je me souviens avoir pensé que, aussi déçu que je me sentais, je ressemblais à un gamin de la plage »,.
Les textes de Cornell ont été souvent qualifiés de maussades, sombres, torturés, évoquant la toxicomanie, le suicide, la dépression,. Les deux titres représentatifs sont Fell on Black Days et The Day I Tried to Live. Cornell a déclaré souffrir de dépression depuis l'âge de 11 ans qui l'a entraîné vers la dépendance à l'alcool et aux médicaments jusqu'à une cure de désintoxication en 2002,,. Cornell déclare en 2014 à Rolling Stone : « Je pense que j'ai toujours lutté contre la dépression et l'isolement, donc ils peuvent ressortir dans mes écrits. Je pense que l'ambiance de Seattle pour moi, et la façon dont j'ai toujours interprété cette ambiance, était quelque chose de toujours un peu introspectif et sombre. Et je ne dirais pas « déprimant », mais introspectif d’une manière qui pourrait être plus maussade et plus sombre »,.
Passionné de cinéma, Chris Cornell compose une dizaine de titres pour des bandes originales de film : Sunshower pour De grandes espérances (1998), Mission 2000 pour Mission: Impossible 2 (2000), You Know My Name pour Casino Royale (2006), The Keeper pour Machine Gun Preacher (2011), Misery Chain pour Twelve Years a Slave 2013, The Promise pour La Promesse (2016) qui exprime ce qu'il préfère faire : « […] créer une situation, une histoire, une circonstance qui n'existe pas »,.

Peu importe ce que j’écris, j’écris une bande originale pour un monde quasi-imaginaire […]. Je dois me perdre dans ce qu’est ce monde imaginaire, puis commencer à écouter et à me demander : « Qu’est-ce que j’entends ici ? »
— Chris Cornell ,

### Musicien
À 10 ans, Chris Cornell prend des cours de piano, apprend à lire la musique puis arrête, découragé par l'enseignement trop scolaire. À 12 ans, il commence à jouer seul de la guitare, écrit des chansons mais ne persiste pas. Puis à 16 ans, il découvre la batterie : 
C'était la seule chose pour laquelle j'avais une capacité d'attention […]. Quand on est jeune, jouer de la batterie est immédiatement satisfaisant, car que l'on sache ou non jouer quelque chose, l'essentiel est que vous martelez quelque chose, donc vous en êtes heureux. […] J'ai acheté une batterie pour environ 50 dollars et en trois semaines, j'étais dans un groupe. Non seulement j’étais dans un groupe, mais les gens disaient que j’étais vraiment bon. Ayant une capacité d'attention limitée et pas beaucoup de patience pour quoi que ce soit, c'était génial pour moi, parce que cela semblait facile. Je pouvais simplement m'asseoir et m'y mettre. Je pouvais jouer un rythme rock basique tout de suite, donc cela ne demandait pas beaucoup de patience, et c'est probablement pour cela que j'ai fini par le faire.
— Chris Cornell ,,

Au tout début de la carrière de Soundgarden, Cornell est à la batterie et au chant puis privilégie le chant. Il commence la guitare pour la composition de l'album Ultramega OK en 1988 en autodidacte. « […] je n’avais pas envie d’apprendre à jouer. Je faisais des sons et des accords, quoi. Mais c'était une bonne chose pour moi. N’ayant pas passé de temps à apprendre les chansons des autres ou à apprendre la théorie sur la façon de jouer, c’est devenu un moyen d'expression pure. J’ai donc écrit des chansons que je n’aurais jamais écrites autrement, et ces chansons ont un son unique à cause de cela »,. Encouragé par les autres membres du groupe, Cornell devient ainsi guitariste rythmique du groupe en complément du guitariste principal Kim Thayil. Ce dernier déclare au sujet du style de Cornell : « Parce qu'il était notre batteur au départ, il a toujours eu un grand sens du rythme […]. Il joue avec son coude - certains guitaristes principaux jouent avec leurs poignets et les bassistes peuvent jouer avec leurs épaules »,.
Soundgarden utilise souvent des accords alternatifs et popularise l'accordage drop D inventé par le groupe Melvins. Il utilise également des signatures rythmiques peu conventionnelles en dehors de la signature rythmique 4/4 qui définit le style du groupe : Fell on Black Days est en 6/4, The Day I Tried to Live alterne entre 7/8 et 4/4. Cornell explique en 2013 comment naissent ces accords alternatifs : « c'est un peu plus une question de proximité avec l'accordage que de prendre une guitare, de la mettre dans un accordage bizarre et ensuite d'essayer de créer quelque chose à partir de cela […]. Il y a un minimum de méthode à tenir une guitare avec cet accordage et remuer les doigts et que quelque chose de cool en sorte. Par exemple, pour Been Away Too Long, j'avais une vieille guitare creuse de Gretsch accrochée au mur de mon couloir qui était accordée en [E E B B B B], je l'ai juste retirée du mur un jour et je l'ai grattée. Je ne savais pas quel accord c'était, mais j’ai juste gratté ce riff de base à l’improviste. Quelques jours plus tard, ce riff me restait en tête alors je me suis dit : « D'accord, je vais en faire une chanson ». Il se trouve que c'était l'accordage de la guitare, et c'est similaire à beaucoup de choses que j'ai écrites avec des accordages bizarres »,. Pour le magazine Rock Power, « si la musique de Soundgarden était traduite en tableau, elle finirait probablement par ressembler à un Picasso de sa période cubiste. Leur musique est comme une émotion pure et raconte très peu d’histoires simples »,.
À propos de son premier album solo Euphoria Morning en 1999, qui pour le magazine Acoustic Guitar « privilégie les mélodies psychiques et les accroches pop entraînées par un mélange de guitares électriques et acoustiques »,, Cornell déclare avoir évolué dans son jeu de guitare : « j'ai commencé à apprendre cet instrument […] . J’ai commencé à apprendre à bouger d’une manière moins cubique et moins enfantine, un peu plus éloquente et poétique pour soutenir ce que je voulais faire »,. « J’ai fait de grands progrès dans la composition et dans la compréhension de la guitare, pas tellement en théorie musicale mais en changeant ma perspective sur les mélodies, les inversions, les accords et la structure des chansons »,.
Cornell estimant n'être pas toujours à l'aise sur scène en tant que guitariste, il délaisse l'instrument sur certaines tournées pour se consacrer au chant, notamment sur les tournées de Badmotorfinger en 1991 et d'Euphoria Morning en 2000,. Pour lui jouer de la guitare et chanter en même temps « c'est un vrai casse-tête […]. C'est la seule chose qui demande du travail. Tout le reste est amusant, mais cette partie, c'est comme se tapoter le ventre et se frotter le haut de la tête en même temps »,. En 2000 lorsque le chanteur crée le supergroupe Audioslave avec notamment le guitariste Tom Morello de Rage Against the Machine, Cornell ne souhaite pas écrire la musique et préfère se concentrer sur les paroles et la mélodie.

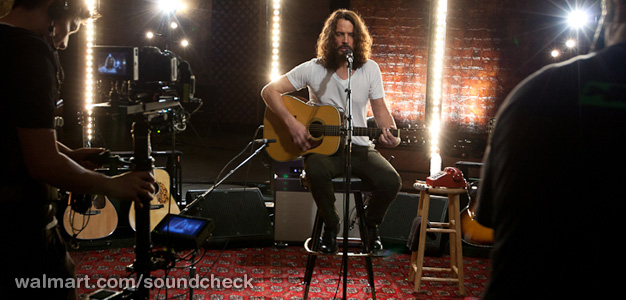
Chris Cornell en concert à l'émission Walmart Soundcheck en 2011

Ce n'est qu'en 2006 que Cornell reprend la guitare lors d'un concert acoustique solo à Stockholm. 
Mais c’est la chose la plus terrifiante que j’ai jamais faite musicalement. Je me souviens de l'époque où Soundgarden jouait au Oakland Coliseum [en 1991]. C’était angoissant, mais une fois la première chanson commencée, j’ai été protégé par cet énorme mur sonore – c’est très fort et il y a une mer de monde. Vous ne pouvez pas entendre la voix d’une seule personne. Vous ne prêtez pas attention à la réaction d’une personne. J’ai alors appris que jouer dans des arènes n’est pas aussi angoissant que de jouer de petits spectacles. Un spectacle acoustique est tout autour de vous, et toute petite nuance ou erreur est amplifiée. […] Cela me rend très nerveux, mais j’aime l’intimité. Une fois que vous êtes assis devant des gens et que vous commencez à jouer des chansons, tout dépend de vous. Quoi qu’il arrive, c’est entièrement votre responsabilité à tout moment. J’aime cette intensité.
— Chris Cornell ,

Pour Rob Laing de Music Radar Cornell est un guitariste et un auteur en perpétuelle évolution : ses tournées acoustiques solo lui permettent de développer une autre facette de son jeu et laissent ses influences folk apparaître sur son ultime album Higher Truth en 2015 en utilisant par exemple l'accordage E A E E B E, « […] un de ces accordages folk mystiques, presque britanniques »,. Dale Turner de Guitar World souligne l'inventivité de l'album qui modernise ces anciens accords en intégrant notamment le dispositif rythmique connu sous le nom d'hémiole : l'insertion d'une structure rythmique ternaire dans une structure rythmique binaire dans la chanson 
Worried Moon.

### Instruments
Au début de Soundgarden Chris Cornell joue beaucoup de guitares électriques Gretsch Duo Jet équipées de micros Gretsch Filtertron et de Gibson Les Paul Custom, cette dernière étant inspirée de la guitare noire Old Black de Neil Young, « avec un vibrato Bigsby et un humbucker Seymour Duncan en position chevalet et un P-90 dans le manche »,.
Puis à partir de 1993 il joue également avec une Fender Jazzmaster 1966 avec laquelle il enregistre notamment l'album Superunknown et une Fender Telecaster. Cornell corde généralement ses guitares entre 0,012 et 0,052.
Pour ses concerts acoustiques, Cornell débute en 2006 avec une Martin DCPA4 et poursuit en 2009 avec une Gibson Hummingbird. En 2011 pour la tournée Songbook il adopte la Martin D-28 Marquis avec un micro B-Band et se produit jusqu'en 2016 sur scène comme Neil Young avec sept guitares dont une Taylor 914CE,.

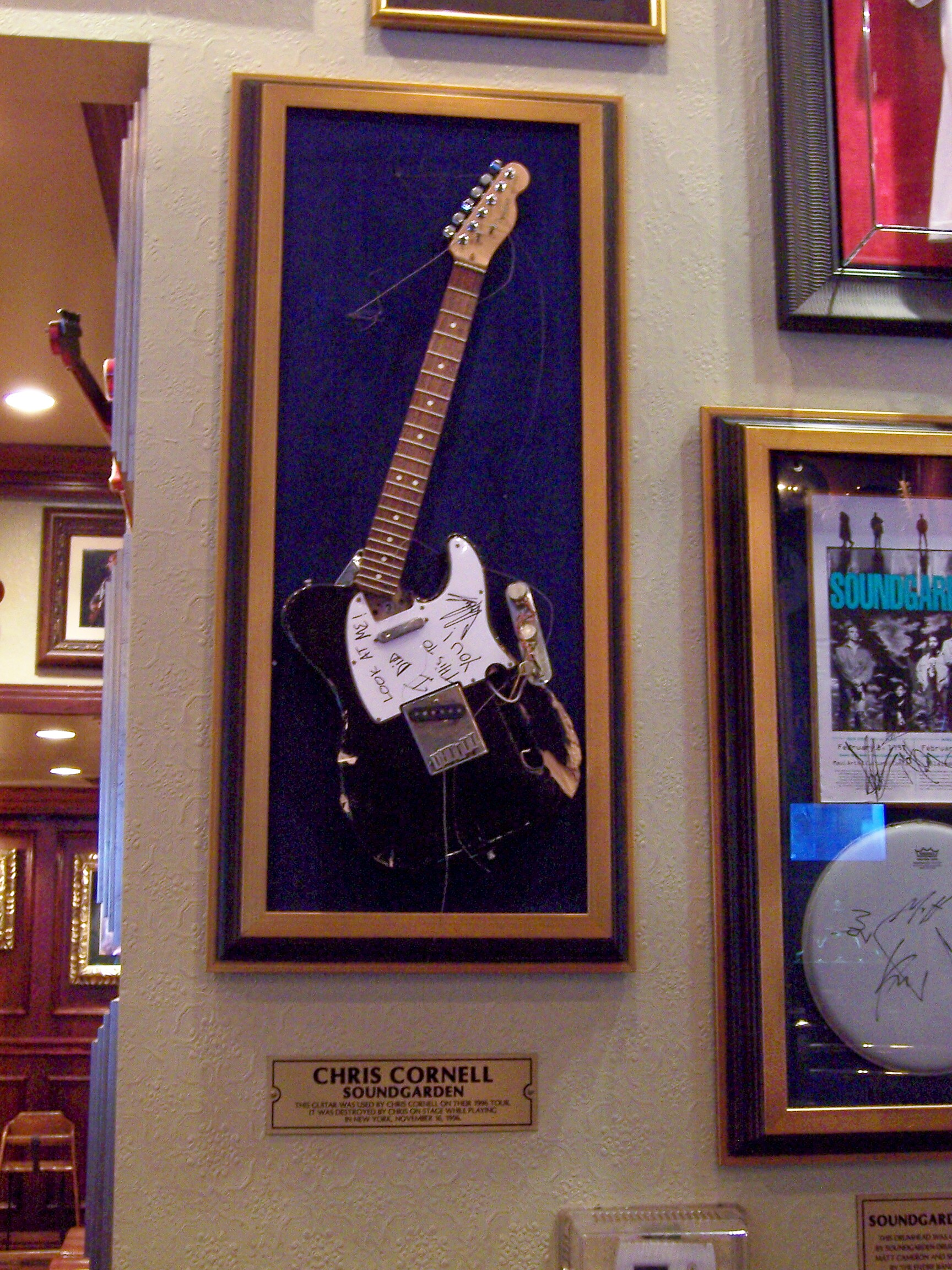
Guitare cassée de Chris Cornell de 1996 exposée au Hard Rock Cafe de San Diego.

Fidèle aux Gibson depuis ses débuts, avec la reformation de Soundgarden Cornell privilégie la Gibson ES-335 avec un micro Lollar Imperial. Selon Cornell, « l'ES-335 est une guitare polyvalente. C’est une de ces guitares qui sonne vraiment bien, avec de la personnalité. Ce n’est pas compliqué, mais un peu bruyant et amusant »,. En 2013 avec la collaboration de Gibson le musicien crée sa guitare signature. Deux modèles sont disponibles à la vente : Olive Drab et Flat Black. « Le premier modèle est une ES 335 avec des micros Lollar Tron et un bigsby en vert armé, et le second est une ES 335 avec des micros Lollar Tron en noir mat. Les deux modèles ont été fabriqués avec du matériel en nickel brossé et des mécaniques Grover »,. Les modèles disponibles en 250 exemplaires sont signés par Cornell et il en joue pour la première fois sur la tournée de Soundgarden 2013.
En plus de la Gibson ES-335, Cornell joue avec une Duesenberg Starplayer TV dotée d'un « humbucker en position chevalet et un P90 dans le manche pour un son plus polyvalent. [La guitare] avait également des cordiers Duesenberg Deluxe Tremolo […] »,. Cornell utilise deux modèles : un modèle sunburst bicolore et un modèle noir. En 2016, le musicien commercialise avec le fabricant allemand Duesenberg un nouveau modèle : l'Alliance Soundgarden Black Hole Sun. « La guitare est équipée d'un Duesenberg Diamond Deluxe Tremola personnalisé avec bougie d'allumage intégrée, ainsi que d'une incrustation de bougie d'allumage sur la 12ème frette, d'un autocollant personnalisé entre les micros et de boutons de volume et de tonalité uniques. De plus, il existe également une version basse à 4 cordes de l'instrument »,.

## Postérité

### Icône du grunge
Chris Cornell est considéré par la presse et par le milieu musical comme le chanteur qui a la plus grande voix de sa génération, et même pour certains la plus grande voix du rock,. De ce fait, il est devenu l'un des porte-paroles de la génération grunge. Pour Craig Jenkins de Vulture : « Il n’y a peut-être pas de génération mieux adaptée que la génération actuelle pour comprendre le climat sociopolitique effrayant qui a poussé Cornell et ses pairs vers le nihilisme. Le même mélange d’ineptie gouvernementale puissante et dommageable, de conflits étrangers malavisés et d’inégalités flagrantes dans les pays d’origine gronde aujourd’hui comme alors. La même explosion de colère des jeunes poussant les corps dans les rues pour protester cette année a également donné naissance à des disques comme Ten de Pearl Jam, Superfuzz Bigmuff de Mudhoney et Badmotorfinger de Soundgarden »,.
Pour Axel Rose (Guns N' Roses), Chris Cornell était le meilleur chanteur de rock, et pour Bruce Dickinson (Iron Maiden), il « était l'une des plus belles voix que j'aie jamais entendue de n’importe quelle génération »,.
Pour Alice Cooper :

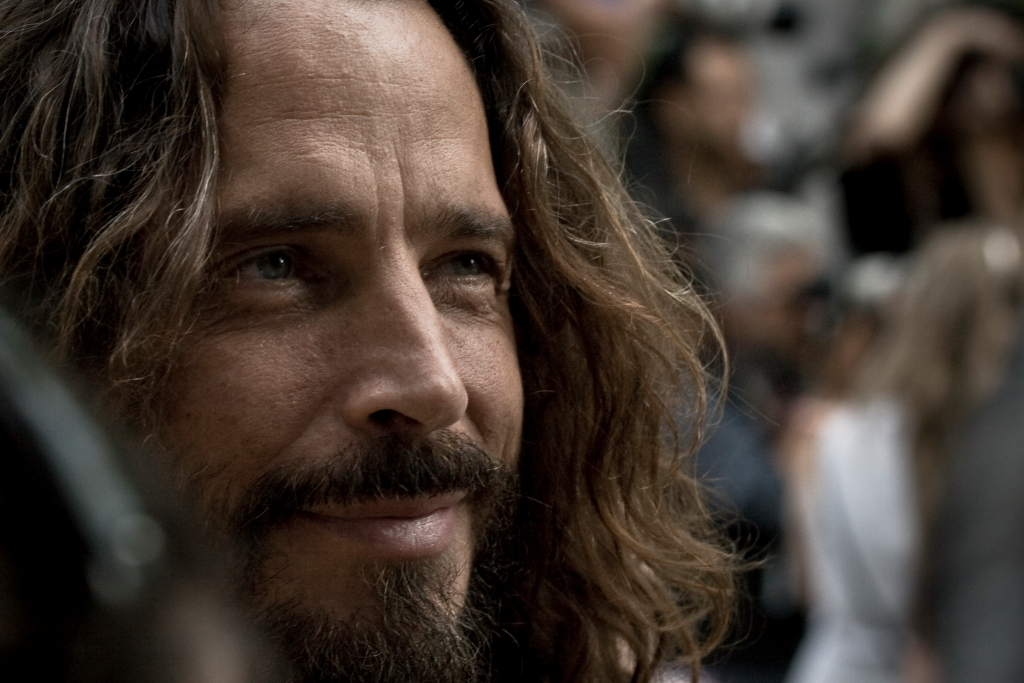
Chris Cornell à la première du film Machine Gun Preacher de Marc Forster au Festival international du film de Toronto en 2011.

Chris Cornell, dans notre entourage, était connu sous le nom de « The Voice » parce qu'il avait la meilleure voix du rock and roll. J'ai eu la chance d'écrire et d'enregistrer deux chansons avec lui. Sa mort est un choc total pour nous tous. Black Hole Sun restera un classique et constitue un véritable héritage du rock and roll,.

Dès le début de Soundgarden, Chris Cornell devient la figure emblématique du groupe sur scène et la presse au fil des années le désigne comme « le dieu du grunge »,,,, le comparant même à un dieu grec. Pour Dean Van Nguyen de The Irish Times : « Dans une contre-culture DIY qui ressemblait à un hair metal criard des années 1980, à une électro-pop coûteuse et aux visions de Gordon Gekko d'un régime capitaliste désolé, Cornell, avec ses cheveux longs, son torse nu et ses cordes vocales surhumaines, ressemblait à un être divin. C'était un Alléluia hard rock pour adolescents anxieux et perdus dans la vingtaine »,. Hissé au rang d'icône et de sex-symbol, Cornell a toujours déclaré que cela l'amusait mais que ce n'était pas ce qu'il était et qu'il ne se considérait pas comme une rock star. En 1996 le chanteur déclare à propos des membres de Soundgarden : « Nous ne sommes pas des extravertis qui aiment les projecteurs. Nous aimons la musique, mais la renommée nous pourrions nous en passer. Le punk a eu une énorme influence sur nous, autant pour l'attitude que pour la musique. La plupart des grands groupes du moment ont une certaine histoire dans le punk rock et nous sommes vraiment gênés par l’idée d’être des stars du rock, car l'expression « rock star » est un juron pour nous »,.
Pour Amanda Petrusich de The New Yorker : 

Cornell a été une figure déterminante du boom du grunge au début des années 1990, une communauté qui a depuis été pratiquement anéantie par le suicide et la toxicomanie, après avoir perdu des acteurs fondateurs dont Layne Staley et Mike Starr, d'Alice in Chains ; Scott Weiland, de Stone Temple Pilots ; Kurt Cobain, de Nirvana ; et maintenant Cornell.

Bon nombre de groupes de metalcore tels que Metallica, The Pretty Reckless, Dillinger Escape Plan, Evanescence, Garbage ont déclaré avoir été influencés par Chris Cornell et Soundgarden,. Dan Reynolds (Imagine Dragons) : « C'est l'une des meilleures voix de cette génération… Il est tout ce que n'importe quel chanteur voudrait être, un interprète incroyable qui avait tellement de passion dans sa performance et une passion pour le monde – cela m'inspire. […] Chaque artiste, en particulier dans le rock et le monde alternatif, a été influencé par Soundgarden »,.
Pour Corey Taylor de Slipknot :

Je n'avais pas réalisé l'influence que Chris avait sur moi en tant qu'écrivain et chanteur jusqu'à ce que je commence vraiment à penser au fait qu'il n'avait aucune limite lorsqu'il s'agissait d'écrire de la musique et de faire ce qu'il voulait. S'il voulait essayer un genre, il le faisait. Il était complètement intrépide. Pour moi, en regardant ça au fil des années, j'ai été tellement inspiré par ça, que ce soit la lourdeur de trucs comme "Jesus Christ Pose" ou les beaux trucs acoustiques comme "Seasons" qu'il a fait sur la bande originale de Singles,.

### Influences dans la culture
À l'initiative de Vicky Cornell, une statue en bronze du chanteur est inaugurée en octobre 2018 au Museum of Pop Culture de Seattle.
En mémoire de Cornell, Gibson réédite en 2019 son modèle de guitare signature, Memphis ES-355. La guitare porte sa signature sur « la tête et chaque petit détail est adapté à ses préférences, y compris les vieux humbuckers Lollartron et les boutons de volume/tonalité uniques - qui ne comportent aucun numéro et une finition claire. […] La guitare présente une finition satinée élégante en vert olive terne et de belles incrustations en perle sur la tête des chevilles […] »,. Le modèle est commercialisé en 250 exemplaires,.

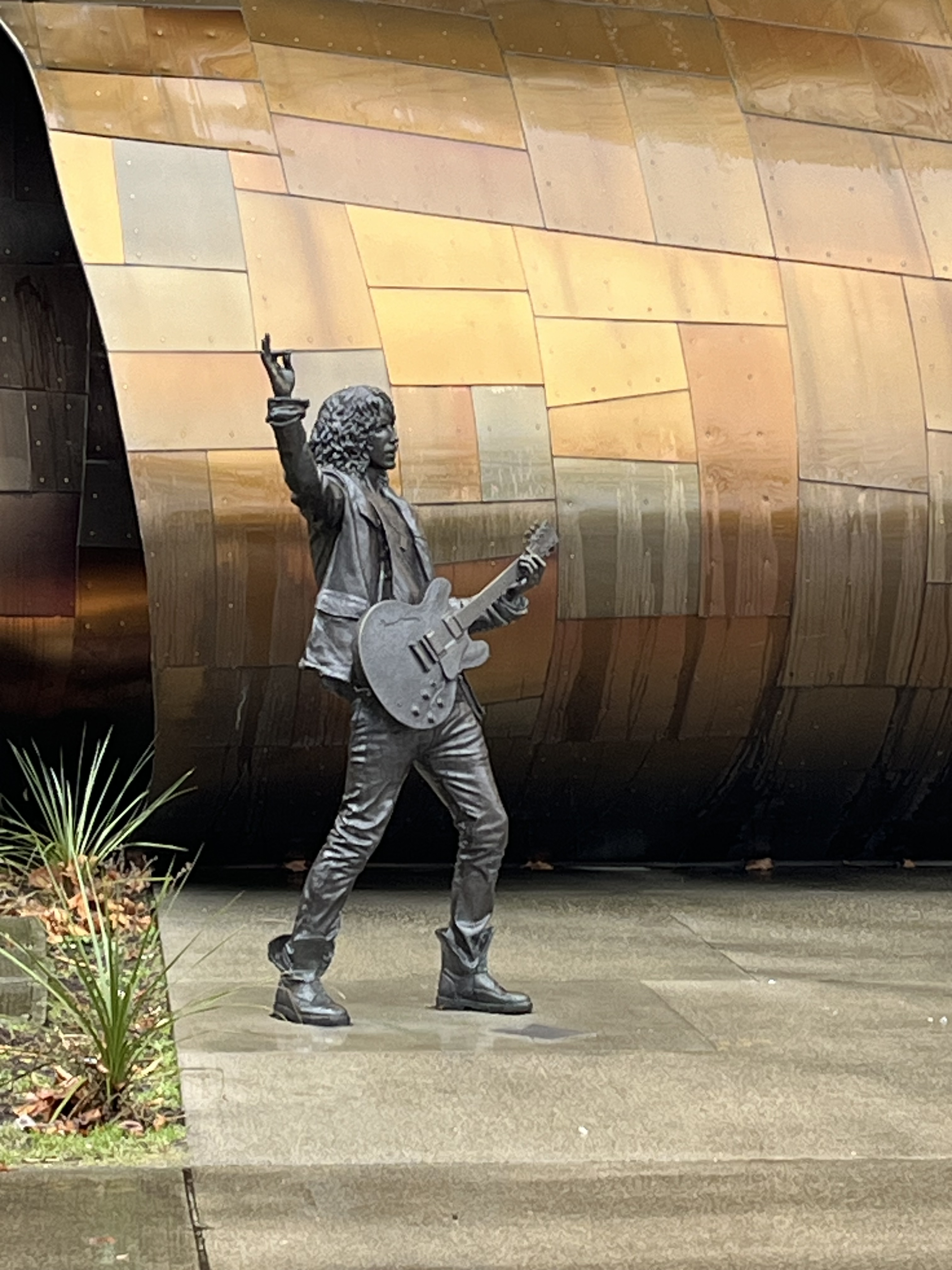
Statue de Chris Cornell au Museum of Pop Culture de Seattle.

Pour Cesar Gueikian, directeur commercial de Gibson :

Chris était un artiste spécial […]. Lorsque nous nous sommes associés pour la première fois à Chris pour travailler sur son modèle d'artiste original Gibson ES-335, il était immédiatement évident qu'il avait également un sens innovant pour le design des guitares. […] Chris Cornell était un innovateur moderne qui a laissé un héritage qui transcende les genres ou les attentes. […] Sa voix a transporté toute une génération vers l’inconnu, mais d’une manière ou d’une autre, elle nous a toujours ramenés à la maison. Il nous manque beaucoup,.

Le 10 août 2020, la société Hipgnosis Songs Fund de Nile Rodgers et Merck Mercuriadis acquiert 100 % du catalogue de droits de chansons de Chris Cornell (241 chansons) y compris le catalogue de Soundgarden.
En 2021, c'est au tour de Gretsch de rendre hommage à Cornell en commercialisant une collection de guitares 89VS Vintage Select '89 Jet « structure en acajou, un manche collé en érable », inspirée de la guitare dont joue Cornell dans le clip Black Hole Sun, soit pour Gretsch « un hommage au design classique de la fin des années 80 qui a marqué l'avant-garde du mouvement grunge du nord-ouest du Pacifique qui a envahi le monde de la musique au début des années 1990 »,.
Chris Cornell a vendu plus de 14,8 millions d'albums et 8,8 millions de titres numériques,. Il a été dix-huit fois nommé aux Grammy Awards et en a remporté trois. Il a été élu « Meilleur chanteur de rock » par les lecteurs du magazine Guitar World, classé no 4 des no 100 meilleurs chanteurs de heavy metal par Hit Parader, no 9 sur la liste du « Meilleur chanteur de tous les temps » par le magazine Rolling Stone et no 12 des no 22 plus grandes voix par MTV.

## Discographie

### Albums solo
- 1999 : Euphoria Morning
- 2007 : Carry On

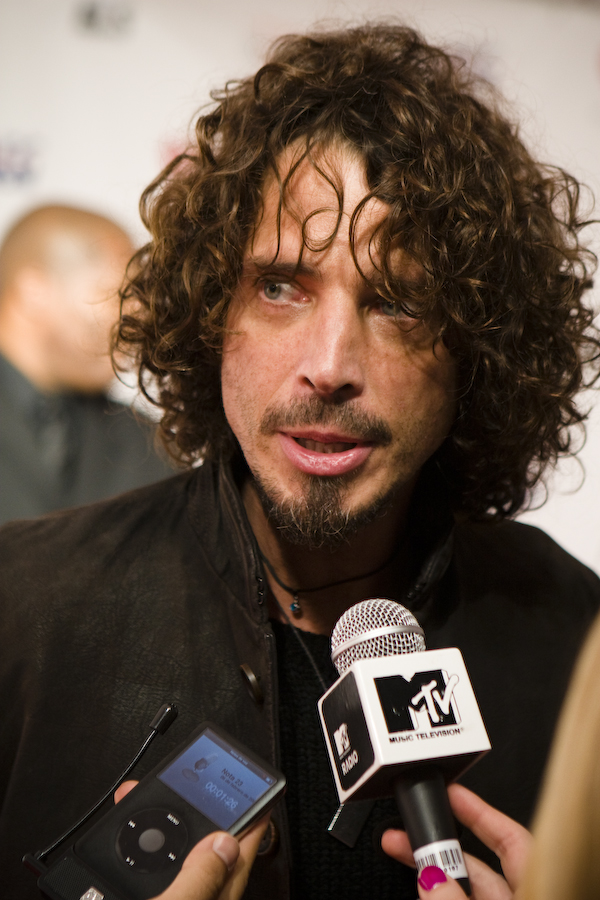
Chris Cornell lors du MusiCares Person of the Year à Los Angeles en 2009

- 2007 : The Roads We Choose – A Retrospective (best of)
- 2009 : Scream
- 2011 : Songbook
- 2015 : Higher Truth
- 2018 : Chris Cornell (best of)
- 2020 : No One Sings Like You Anymore, Vol. 1

### Soundgarden

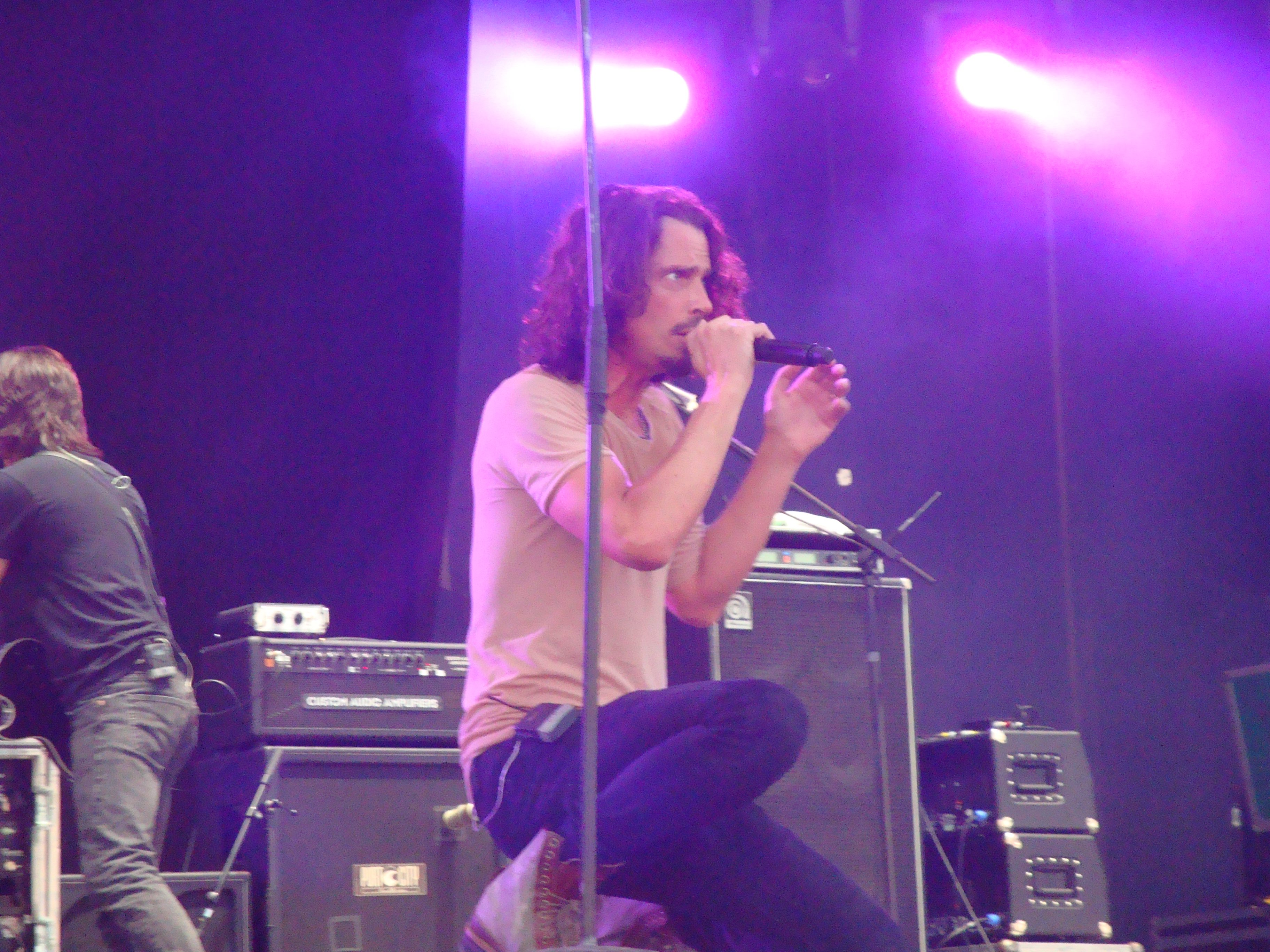
Chris Cornell en concert à Lisbonne en 2009

- 1988 : Ultramega OK
- 1989 : Louder than Love
- 1991 : Badmotorfinger
- 1994 : Superunknown
- 1996 : Down on the Upside
- 2012 : King Animal

### Temple of the Dog
- 1991 : Temple of the Dog

### Audioslave
- 2002 : Audioslave
- 2005 : Out of Exile
- 2006 : Revelations

## Filmographie
Sauf indication contraire, les informations mentionnées dans cette section peuvent être confirmées par la base de données cinématographiques IMDb,  présente dans la section « Liens externes ».
- 1992 : Singles de Cameron Crowe
- 1996 : Hype! (en) Kj de Doug Pray, documentaire
- 2011 : Pearl Jam Twenty (en) de Cameron Crowe, documentaire

Réalisateur
- 2000 : Preaching the End of the World, vidéo-clip

## Distinctions

### Récompenses
En solo
- Satellite Awards 2006 : Meilleure chanson originale pour You Know My Name
- Prix Stevie Ray Vaughan Award 2007 : pour «son dévouement et son soutien au fonds MusiCares et son engagement à aider d'autres toxicomanes dans le processus de rétablissement»[298]
- World Soundtrack Awards 2007 : Meilleure chanson originale pour You Know My Name
- Grammy Awards 2019 : Meilleure prestation rock pour When Bad Does Good
- Grammy Awards 2020 : Best Recording Package pour Chris Cornell

Avec Soundgarden
- MTV Video Music Award de la vidéo de l'année 1994 pour Black Hole Sun
- Grammy Awards 1995 : 
  - Meilleure prestation metal pour Spoonman
  - Meilleure prestation hard rock pour Black Hole Sun
- Rock and Roll Hall of Fame 2025[300]

### Nominations
En solo
- Grammy Awards 2000 : Meilleure prestation rock pour Can't Change Me
- Grammy Awards 2008 : Meilleure chanson pour un film pour You Know My Name
- Golden Globes 2012 : Meilleure chanson originale pour The Keeper
- Grammy Awards 2018 : Meilleure prestation rock pour The Promise
- Satellite Awards 2018 : Meilleure chanson originale pour The Promise
- Grammy Awards 2022 :
  - Meilleur album rock pour No One Sings Like You Anymore, Vol. 1
  - Meilleure prestation rock pour Nothing Compares 2 U

Avec Soundgarden
- Grammy Awards 1990 : Meilleure performance metal pour Ultramega OK
- Grammy Awards 1992 : Meilleure performance metal pour Badmotorfinger
- Grammy Awards 1993 : Meilleure performance metal pour Into the Void (Sealth)
- Grammy Awards 1995 : Meilleur album rock pour Superunknown
- Grammy Awards 1997 : Meilleure performance hard rock pour Pretty Noose
- Grammy Awards 2011 : Meilleure performance hard rock pour Black Rain
- Rock and Roll Hall of Fame 2020[301]
- Rock and Roll Hall of Fame 2023[302]

Avec Audioslave
- Grammy Awards 2004 :
  - Meilleure prestation hard rock pour Like a Stone
  - Meilleur album rock pour Audioslave
- Grammy Awards 2006 : Meilleure prestation hard rock pour Doesn't Remind Me